# Histoire des Juifs en Alsace

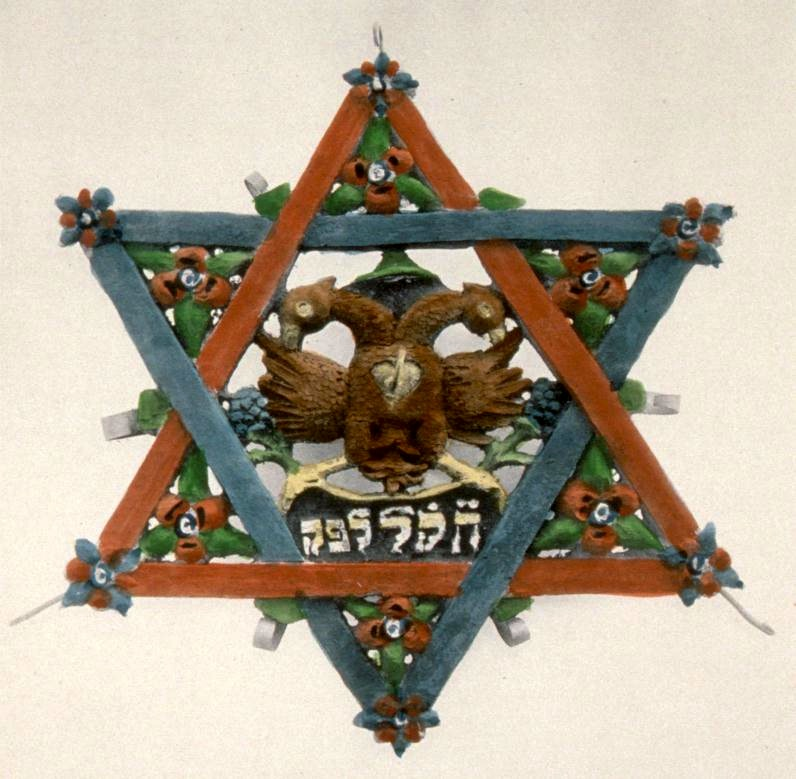
Maguen David, bois sculpté polychrome,
Jungholtz, 1740
Dépôt de la Société d’Histoire des Israélites
d'Alsace et de Lorraine au Musée alsacien de Strasbourg.

La présence juive en Alsace est attestée depuis le XIIe siècle. Hors du royaume de France, les Juifs alsaciens n’ont pas été expulsés de leur région de résidence, mais ils sont persécutés lors de l’épidémie de peste noire du XIVe siècle et expulsés des villes.
Le judaïsme alsacien prend alors un caractère rural très original en Europe occidentale. Il en reste aujourd’hui de nombreuses synagogues, souvent désaffectées, car à partir du XIXe siècle, les Juifs alsaciens ont regagné les grandes villes alsaciennes, ou sont allés jusqu'à Paris. Cette communauté d'une importance historique majeure au sein du judaïsme français fut très affectée par la Shoah. Elle est aujourd'hui largement surpassée en nombre par les Juifs venus d’Afrique du Nord, pendant les années 1950 et 1960.

## Origine

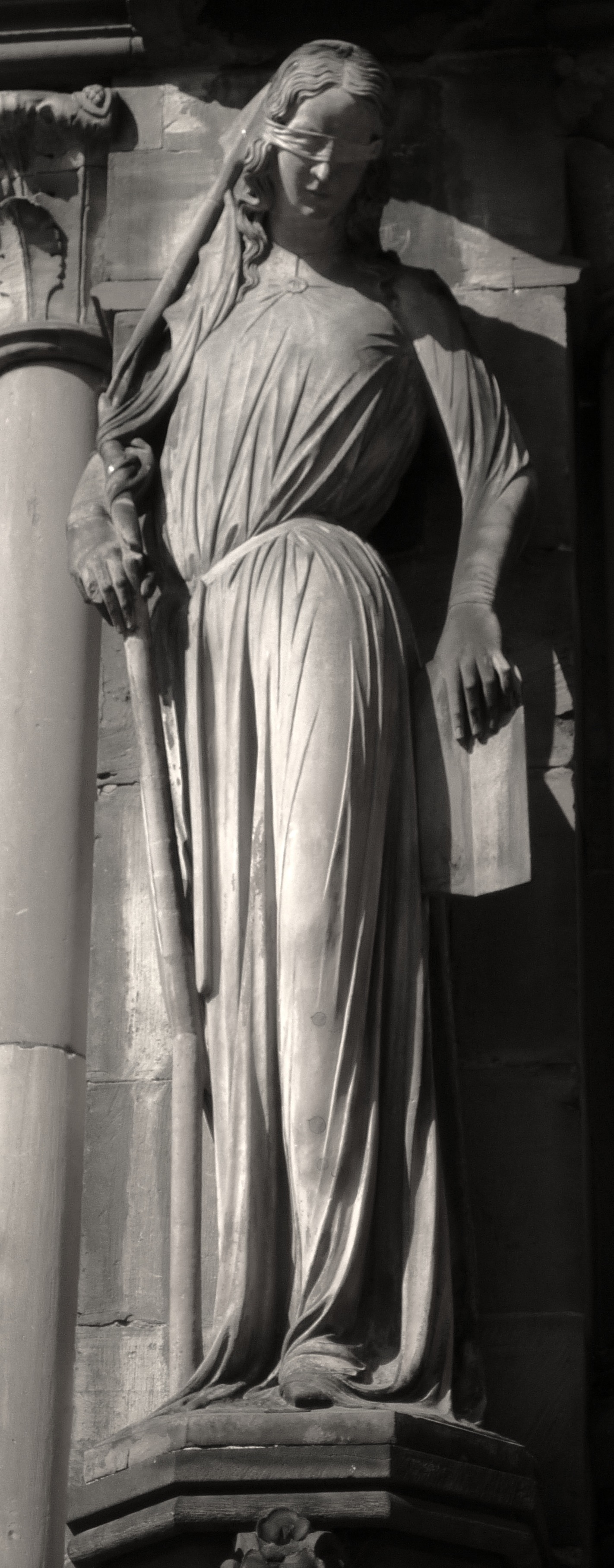
La Synagogue aveuglée, portant une lance et les Tables de la Loi brisées. Cathédrale de Strasbourg, XIIIe siècle.

La première communauté alsacienne pourrait s'être constituée vers l’an mille. Une pierre votive évoquant un don à la synagogue, et datant de la même époque, a été retrouvée près de la rue des Juifs à Strasbourg, il y a plus d’un siècle[évasif]. Épargnés par les hordes qui massacrèrent, en 1096, les Juifs de Worms, de Mayence ou de Spire, les Juifs d'Alsace se constituent en communautés « protégées » par l’Empereur, l’évêque du lieu ou les municipalités. Toutefois, pour Freddy Raphaël, la présence juive n'est attestée qu'à partir du XIIe siècle.
Au cours du XIIe siècle, Benjamin de Tudèle signale de nombreux savants, à Strasbourg, où il mentionne plusieurs Israélites « sages et riches ».
À partir de la Deuxième Croisade, les documents historiques mentionnent les Juifs d’Alsace. À Guebwiller, 1270, les Juifs renoncent « à entreprendre une action en justice pour les dommages que leur avaient causés l'abbé Berthold de Steinbrunn et ses prédécesseurs » ; cette mention permet de croire que des Juifs y résidaient bien avant cette date. Le XIIIe siècle est marqué par de nombreuses brimades et discriminations, depuis Wissembourg jusqu’à Rouffach.

## Représentation dans la statuaire médiévale

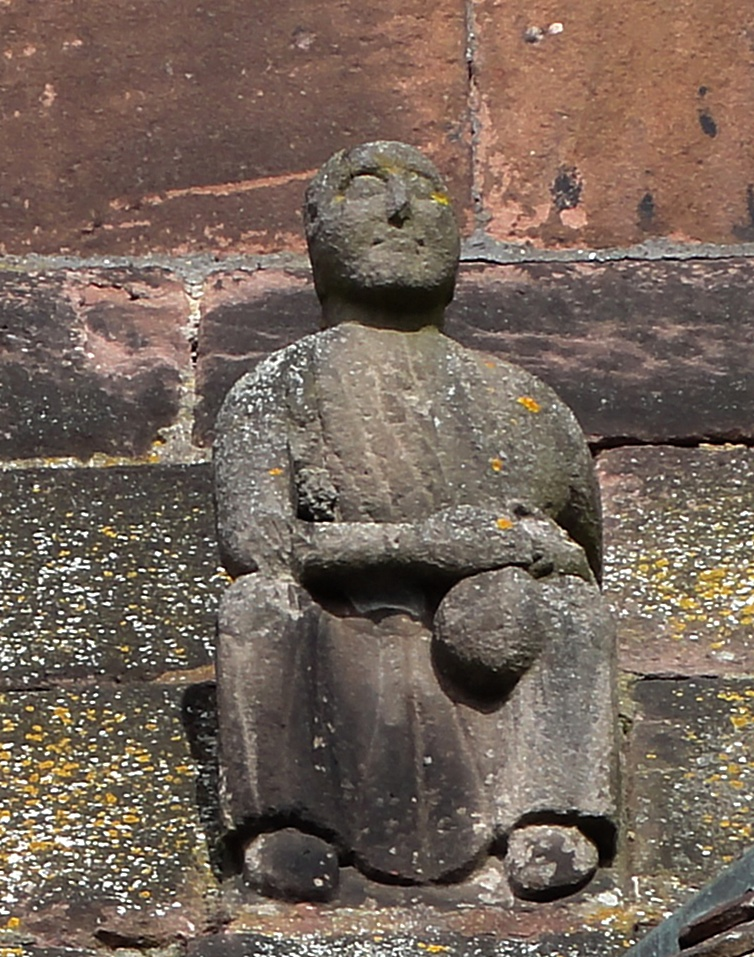
Marmouset à la bourse dit « le Juif », Guebwiller.

Dès avant l'imposition aux Juifs d'un signe distinctif (rouelle, chapeau pointu) par le concile de Latran au XIIIe siècle et son écho dans l'art, l'Alsace est précurseure pour figurer les juifs avec des traits particuliers dès le XIIe siècle, tels une barbe, des papillotes ou un judenhat et un peu plus tard avec une bourse, ou sous la symbolique d'un bestiaire. L'art roman alsacien désigne le Juif de façon dévalorisante à ses contemporains à travers sa figure notamment visible dans les églises Saint-Léger de Guebwiller et de Sigolsheim et dans la cathédrale Notre-Dame de Strasbourg :
- Les quatre marmousets (motifs ornementaux) de l'église Saint-Léger de Guebwiller : un vieillard caressant sa barbe[Note 1], un personnage retenant la cordelière de son manteau, un homme à barbe courte tenant un gobelet[Note 2], un homme imberbe aux yeux exorbités tenant une bourse[Note 3], exécutés entre 1182 et 1200, se tiennent sur le toit de l'église et peuvent figurer quatre aspects du vice et du Juif. Ils sont représentés assis ou accroupis, qui est souvent la position du vice dans la symbolique romane — l'axe vertical étant celle du dépassement. Le marmouset à la bourse possède le visage rusé d'un usurier se réjouissant de son gain et est désigné dans la tradition locale comme « le Juif » — la bourse étant un attribut caractéristique symbolisant l'usure, l'avarice et les Juifs déjà dans leur représentation ante-romane[Note 4],[3].

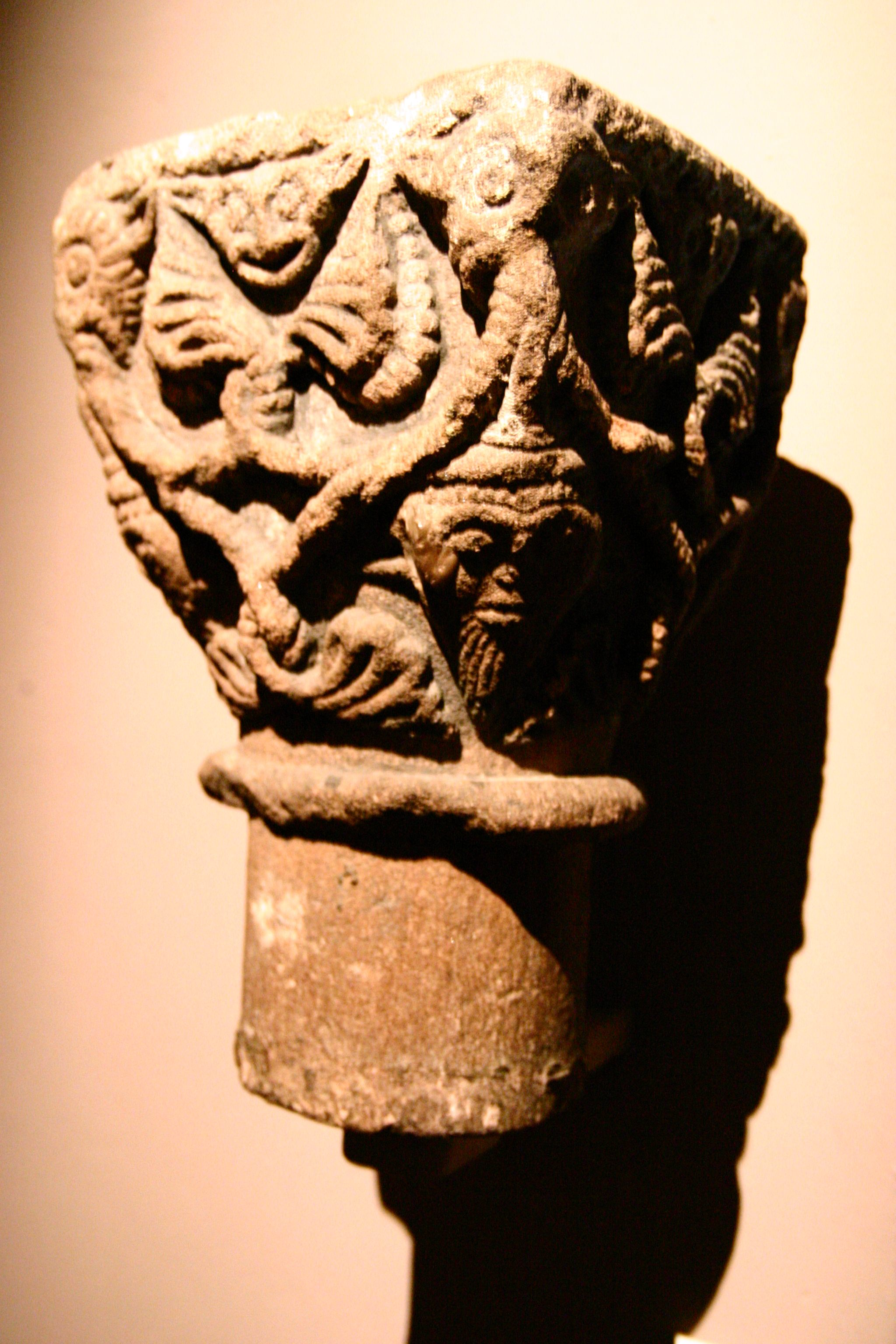
Chapiteau du « Juif à la chauve-souris », Musée de l'œuvre Notre-Dame de Strasbourg.

- Le « Mauvais Riche » de la Cathédrale de Strasbourg : c'est une parabole sous forme de figure qui se détache de la corniche d'une tour et qui montre un démon à la tête monstrueuse et aux pieds palmés, traînant à l'aide d'une corde un personnage nu, portant barbe et chapeau pointu : c'est le Juif, attaché par une jambe, la tête en bas. Le second démon lui décharge dans la bouche ses excréments. Cette image autrement infamante de la Judensau, la « truie juive »[Note 5], est la figuration d'un comportement soi-disant typique des Juifs et celle d'un supplice de l'enfer mentionné par des mystiques du Moyen Âge[3]. Le traitement en enfer réservé au Juif est certes une promesse que rappelle cette corniche mais aussi un modèle à suivre pour le Chrétien vis-à-vis de son voisin juif.

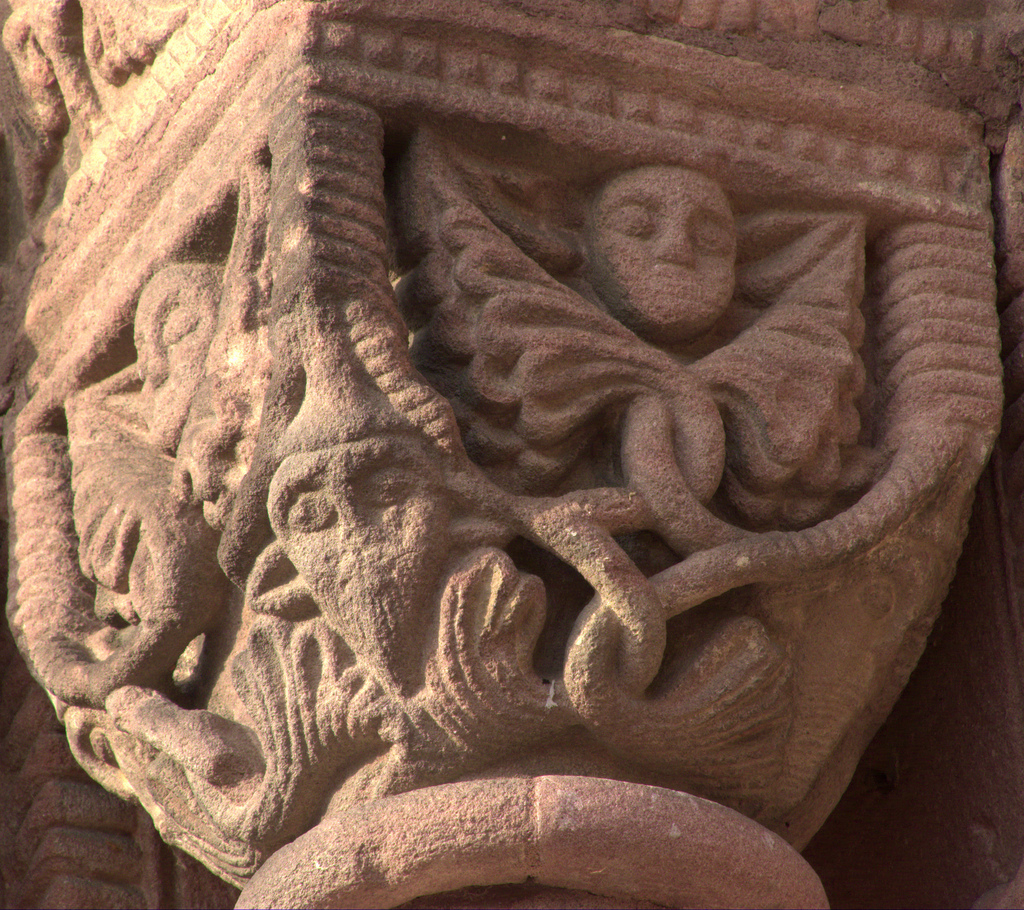
Chapiteau des Juifs aux chauves-souris, Sigolsheim, XIIe s.

* Le « Juif à la chauve-souris » de l'église de Sigolsheim : sur un chapiteau cubique de 1190, apparaissent quatre têtes d'hommes barbus, aux longues oreilles pointues, coiffées du chapeau juif. Les rinceaux à feuillage entrelacé partent du masque d'un animal au bec acéré, aux oreilles pointues et aux larges yeux, est reproduit aux quatre angles du chapiteau. Ces feuillages entrelacés dessinent des ailes à nervures, que surmonte sur chaque face une tête d'animal identique à celles qui se trouvent aux angles, qui peut être reconnu comme une chouette (bec recourbé, larges yeux), un hibou (oreilles pointues) ou une chauve-souris (ailes membraneuses). Ces caractères hétérogènes laissent penser à un animal hybride, dans la tradition du croisement propre à l'art roman, mais qui s'apparente incontestablement aux oiseaux de nuit pré-cités,. Le plus souvent, le hibou, la chouette et la chauve-souris qui ne volent que la nuit, symbolisent — selon les Chrétiens — le peuple juif qui préfère les ténèbres du judaïsme à la lumière du christianisme. « Quant à la chauve-souris, elle passe pour un animal diabolique qui cherche à s'accrocher dans les cheveux et qui, comme le vampire, suce le sang des enfants endormis. C'est l'une des incarnations du démon, et Satan lui-même est représenté avec des ailes de chauve-souris. Cet animal hybride, à la fois oiseau et rat, symbolise la duplicité du Juif, son hypocrisie foncière ». Comme la consommation de ces trois animaux est prohibée par la Bible, leur identification avec les Juifs soulignerait l'impureté essentielle de ces derniers à travers cette symbolique à la fois de la perfidie et de la cécité, si bien qu'ils deviennent un objet de mépris et de dérision pour les Chrétiens.
Ainsi, l'Église, en Alsace, donne une image dévalorisante des Juifs (ce qui n'est le cas dans l'Église dans les États pontificaux, par exemple) à travers l'art roman, qui souligne la cohérence et la permanence d'une tradition théologique et d'une vision populaire fantastique, dans l'irrationnel médiéval, où sous son aspect humain, le Juif cacherait son inquiétante bestialité.
En témoigne aussi la statue de la cathédrale de Strasbourg représentant la Synagogue aux yeux bandés et à la lance brisée, qui frappe et instruit les esprits. Des statues identiques existent en Allemagne comme en France à la même époque, qui sont chacune un enseignement à la fois religieux, historique, doctrinal et moral pour ceux qui ne savent pas lire. Toutes ces représentations architecturales ont permis une vision du Juif qui s'est profondément enracinée dans l'imaginaire de l'Occident.

## Persécutions en Alsace: le massacre de la Saint-Valentin

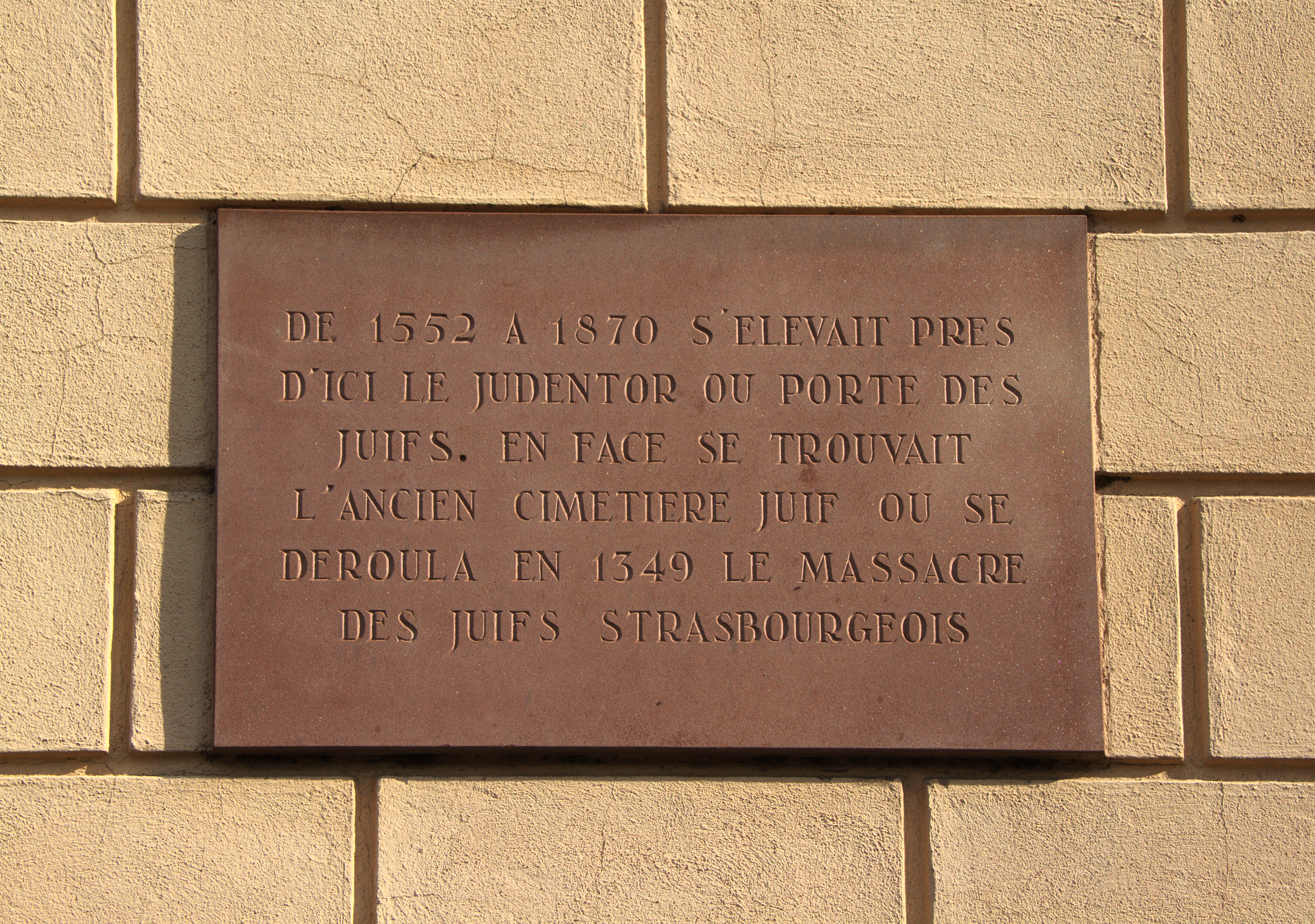
Plaque souvenir du massacre de la Saint-Valentin en 1349.

De 1336 à 1339, un mouvement insurrectionnel de paysans pauvres, les Judenschläger ou « ceux qui frappent les Juifs », mené par un aubergiste surnommé Armleder, fait régner la terreur en Alsace et menace les Juifs qui, à Colmar en 1337, ne doivent leur salut qu'à la protection des autorités impériales et épiscopales.
Mais l’époque la plus terrible est celle de la peste noire qui sévit en Europe de 1347 à 1349. En Alsace et ailleurs, les Juifs sont accusés d'avoir empoisonné les puits. Si dans le Comtat-Venaissin, le pape protège les Juifs, les autorités ne pourront rien faire à Strasbourg, d'autant plus que les représentants des villes impériales réunis à Benfeld avaient décidé d'anéantir (« abzuschaffen ») les Juifs. Malgré l'opposition de l'Ammeister (c'est-à-dire du chef des corporations) Pierre Schwarber qui y perdra sa charge, sa fortune et son droit de résidence, la populace menée par les corporations d'artisans prend le pouvoir dans la ville et le 14 février 1349, jour de la Saint-Valentin se livre à la chasse aux Juifs. Ceux qui échappent aux premiers massacres sont rassemblés et jetés dans un bûcher. À la même époque, les Juifs de Colmar sont aussi brûlés vifs au lieu-dit Judenloch (la fosse aux Juifs), nom encore porté par un chemin communal de Colmar.
Même si, après les émeutes, les Juifs survivants qui ont trouvé refuge dans les campagnes alentour peuvent revenir en ville, ces événements marquent la transformation du judaïsme alsacien qui devient rural pour les cinq siècles suivants.

## De la peste noire à l'annexion par la France en 1648

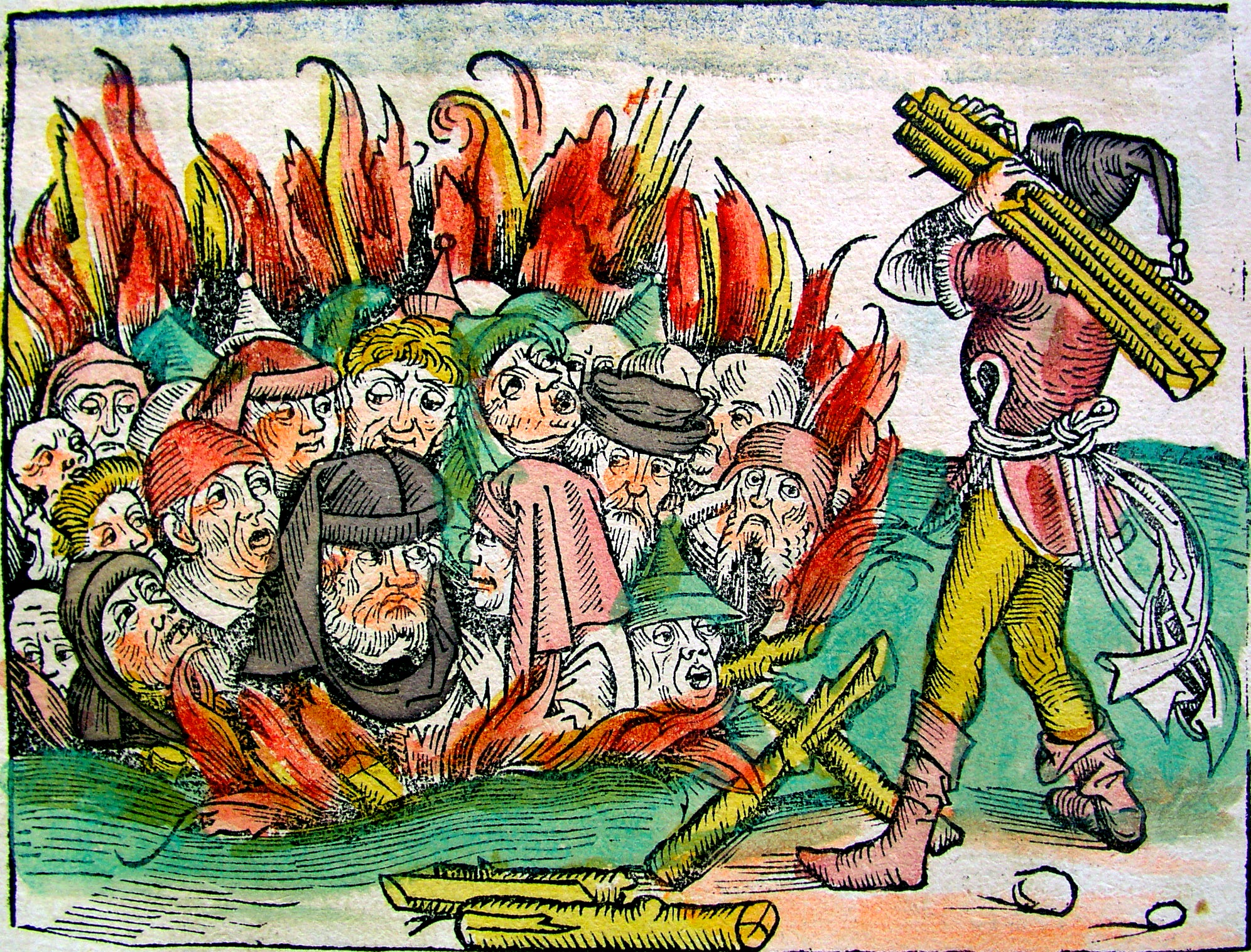
Bûcher après la peste noire.

L’Alsace, jusqu’à l’annexion par Louis XIV est constituée de multiples seigneuries laïques ou ecclésiastiques relevant du Saint-Empire romain germanique. Les Habsbourg, l’évêché de Strasbourg, la république de Strasbourg, la Décapole et la République de Mulhouse sont les puissances temporelles les plus notables. Le sort des Juifs y dépend donc à chaque fois des autorités locales.

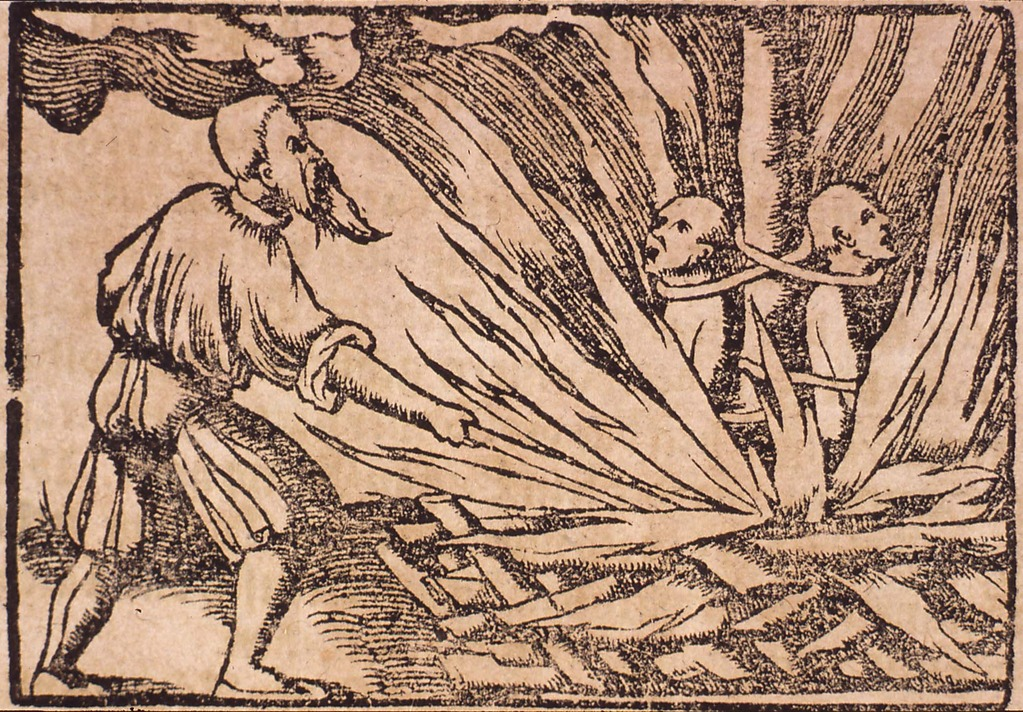
Deux Juifs de Sélestat brûlés sur un bûcher lors du massacre de 1349.

Au milieu du XIVe siècle, les massacres liés à la peste noire anéantissent la communauté de Strasbourg et d’autres villes alsaciennes. Cette interdiction des Juifs en ville est transformée en règle dès la fin du XIVe siècle. Les Juifs sont expulsés en 1388 de Strasbourg (où ils avaient été réadmis en 1362 après le massacre de 1349), de Riquewihr en 1420, de Molsheim et Saverne en 1440, de Sélestat en 1470, de Rouffach en 1472 et des villes de la Décapole en 1477. On estime à cent-vingt le nombre de familles restant en Alsace au XVIe siècle, notamment à Bergheim où résident dix-sept familles, et où siège le rabbinat de Haute-Alsace.
Les Juifs alsaciens n’échappent pas à l'accusation de crimes rituels. En 1470, à Endingen, les paroissiens découvrent lors de travaux dans l’ossuaire de l’église, le corps d’un homme et d’une femme ainsi que les restes de deux enfants décapités. Aussitôt, ils sont identifiés par la rumeur publique à une famille pauvre, disparue huit ans plus tôt, après avoir été vue pour la dernière fois entrant dans la maison d’un Juif. Un procès pour crime rituel s’ensuit. Malgré l’absence de preuves, les Juifs de la ville sont condamnés et exécutés.

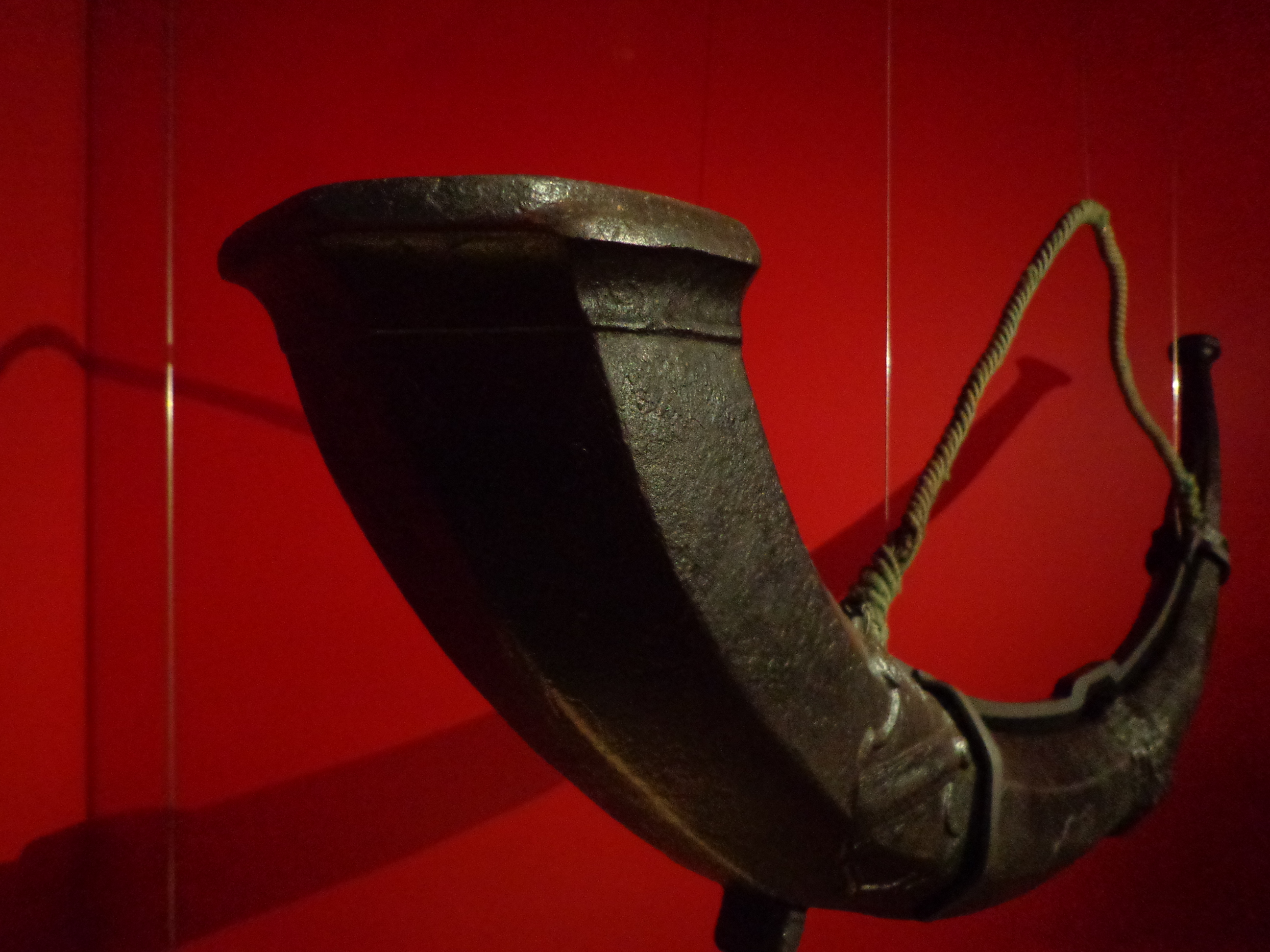
Grüsselhorn ou Grüselhorn.

Les Juifs sont serfs de la Chambre Impériale, en fait serfs du pouvoir local et soumis à toute contribution arbitraire. Depuis 1388, les Juifs n’avaient le droit de se rendre à Strasbourg que pour la journée. Une sonnerie de trompe du haut de la cathédrale, le Grüsselhorn indique aux Juifs jusqu’au 18 juillet 1791, le moment auquel ils doivent quitter la ville. Les restrictions de commerce, d'établissement et de culte sont nombreuses et le port de la rouelle est même imposé au XVIe siècle à Haguenau.
Une figure domine le judaïsme alsacien de cette période, celle de Josselmann de Rosheim,, qui par ses connaissances, son talent et ses interventions auprès des empereurs Maximilien Ier, Charles Quint et Ferdinand Ier défendit avec succès les Juifs contre les mesures édictées à leur encontre. Charles-Quint le nomma Commandant de notre nation juive dans le Saint-Empire (Befelshaber Gemeiner unser Judenshafft in Heiligen Reiche).

## Du traité de Westphalie à la Révolution

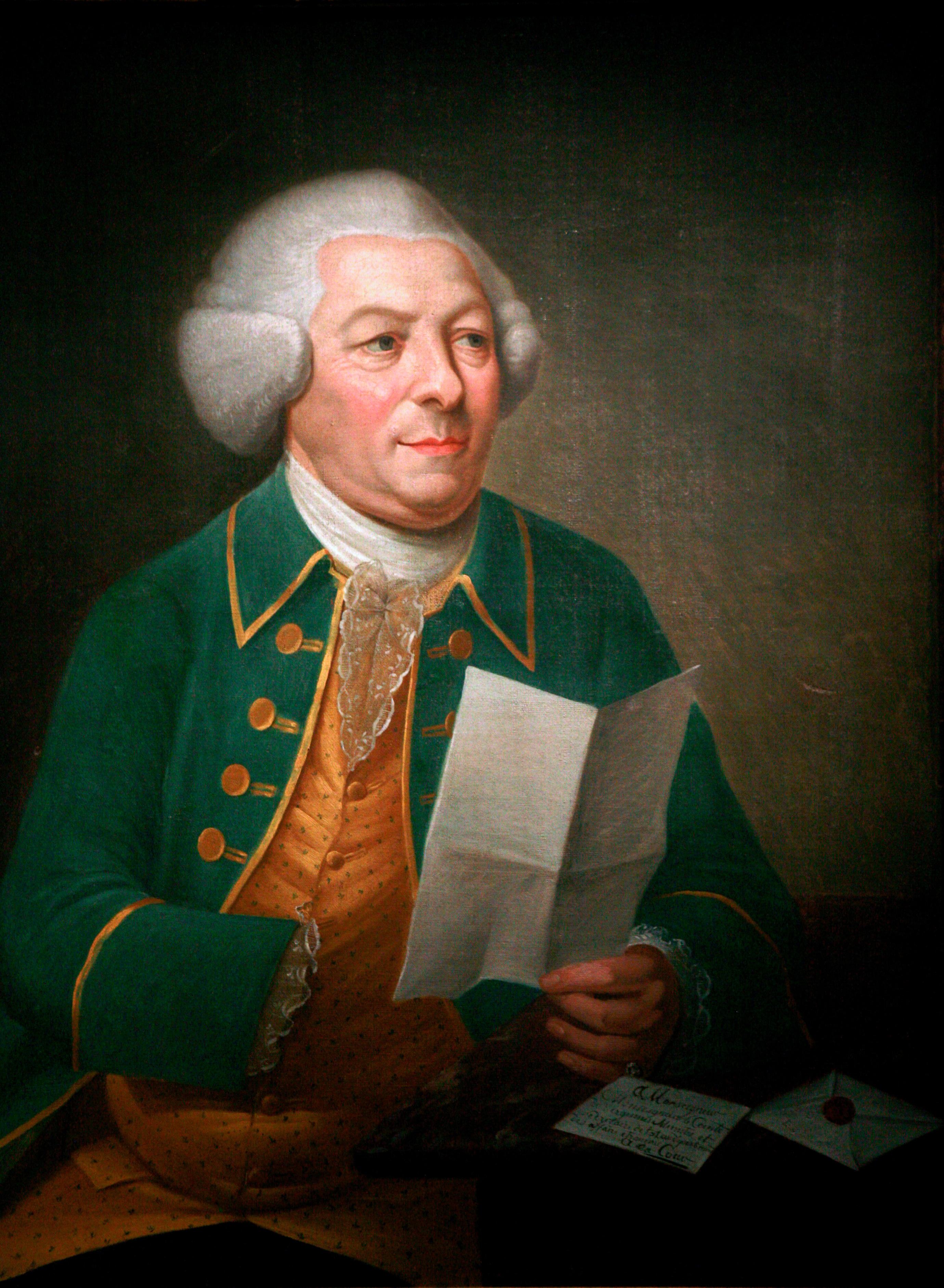
Hirtz de Medelsheim dit Cerf Beer (1726-1793)
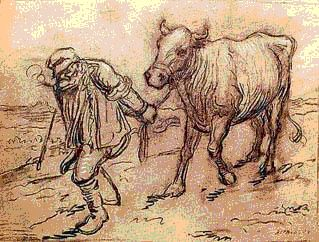
Alphonse Lévy, le marchand de bétail.
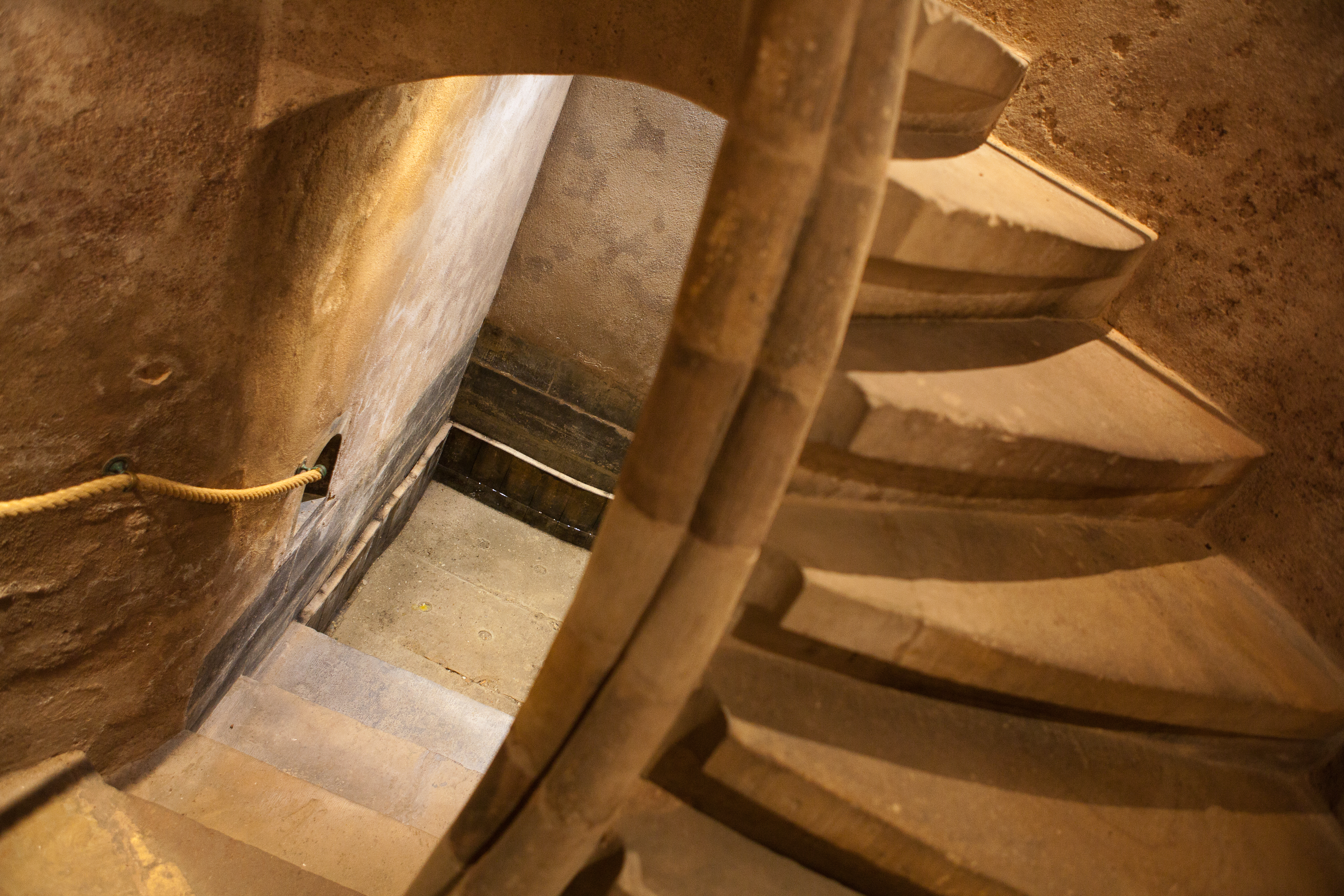
Le Miqvé de la Cour des Bœcklin à Bischheim
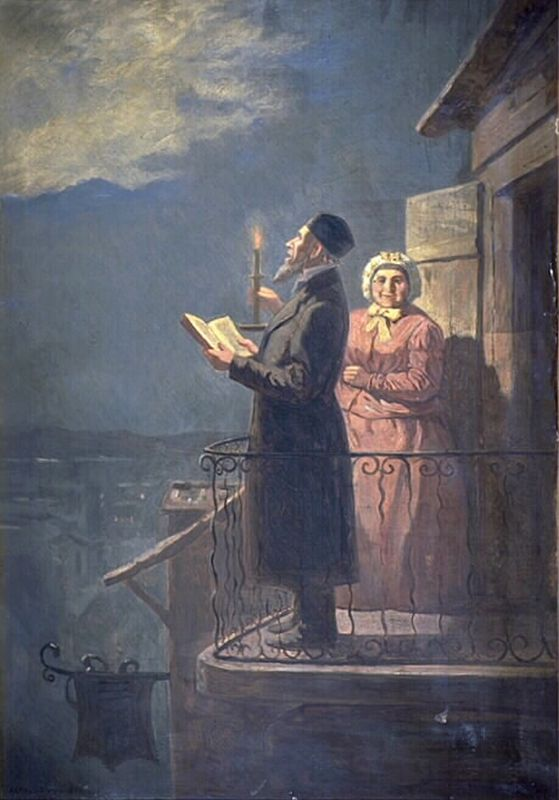
Prière du soir, A. Levy, 1883.

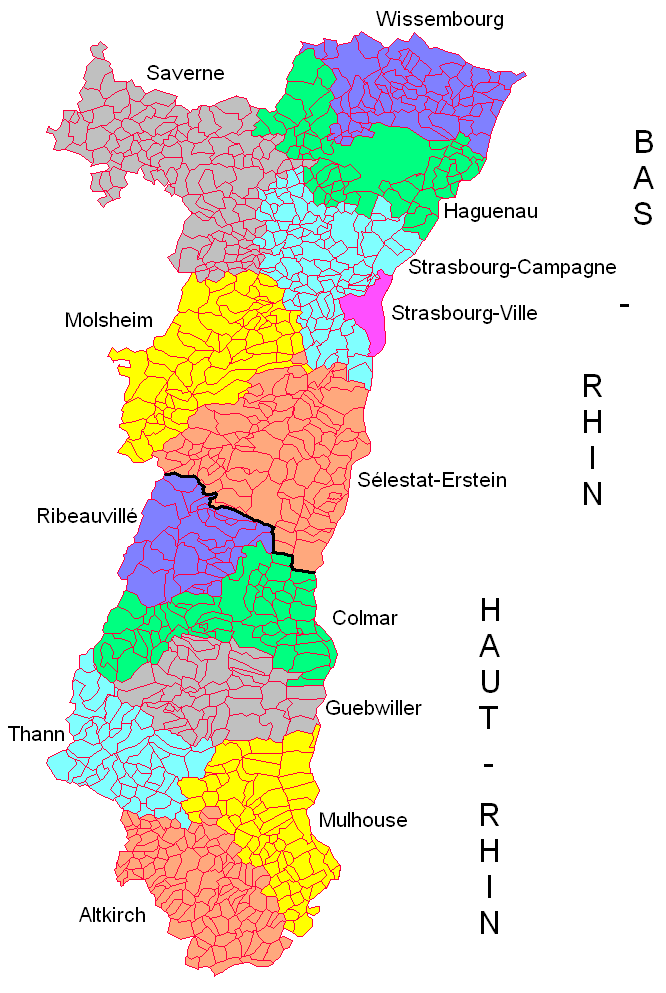
Alsace par arrondissements et communes.

En 1648 est signé le traité de Westphalie qui donne une partie de la Lorraine (les Trois-Évêchés) et de l’Alsace à la France. Toutefois, Strasbourg ne deviendra française qu’en 1681 et Mulhouse qu'en 1798.
Ni en Alsace, ni en Lorraine les Juifs ne sont expulsés. Ils gardent le statut qu’ils avaient sous la domination germanique, c'est-à-dire un statut proche de celui des étrangers. En Alsace, ils ne sont pas nombreux, guère plus de 2 000, et misérables.
Les Juifs n’ont pas le droit de résider en ville ni de posséder des terres. Ainsi ils ne peuvent être paysans. Cette réglementation est à l’origine de la physionomie du judaïsme rural alsacien. Les Juifs peuplent les petits bourgs et les villages, où ils sont maquignons, colporteurs ou prêteurs. Les prescriptions concernant les habits des Juifs sont tombées en désuétude et ceux-ci ne s'habillent pas différemment des autres Alsaciens. Mais les restrictions à la vie de la communauté juive sont nombreuses : défense de célébrer publiquement, les fêtes, défense d'inviter un chrétien à une circoncision, défense aux femmes juives de se rendre au bain autrement que le soir ou de très bon matin, défense d'héberger un coreligionnaire durant plus de deux jours ; défense d'enterrer leurs morts le dimanche, défense, sous peine d'amende, de faire travailler une servante chrétienne le dimanche ou un jour férié, défense d'acheter un fusil, etc. L'intendant La Grange écrit dans ses mémoires : « Ils prêtent à usure, prennent des denrées et autres marchandises en payement, et il n'y a rien où ils ne trouvent quelque tempérament pour leur commerce, qui cependant ne leur produit pas considérablement. Car il n'y en a que très peu qui soient à leur aise et aucun qu'on puisse dire riche ».
Les choses vont un peu s’améliorer avec les lettres patentes de 1657 puis les ordonnances de 1674 publiées par l’intendant La Grange : le statut des Juifs de l’Alsace royale est aligné sur celui des Juifs de Metz et le péage corporel est aboli pour eux. Ceux du reste de la province restent cependant assimilés à des étrangers et donc soumis à ce péage corporel. Et puisque les Juifs d'Alsace royale ont le même statut que les Juifs messins, un rabbinat des Juifs d’Alsace est créé en 1681. Par lettres patentes, Aaron Wormser est nommé rabbin de la Haute et Basse-Alsace, qui devait être l'instance supérieure pour toutes les affaires entre Juifs. Cette fonction ne fut remplie que par trois titulaires, et disparaît en 1721. Il y a alors, jusqu'à la Révolution, trois rabbins de Haute-Alsace, à Ribeauvillé puis à Uffholtz, et quatre de Basse-Alsace, à Haguenau. Les rabbins étaient à la fois les « prêtres », les administrateurs et les juges de la communauté et étaient nommés par le pouvoir civil.

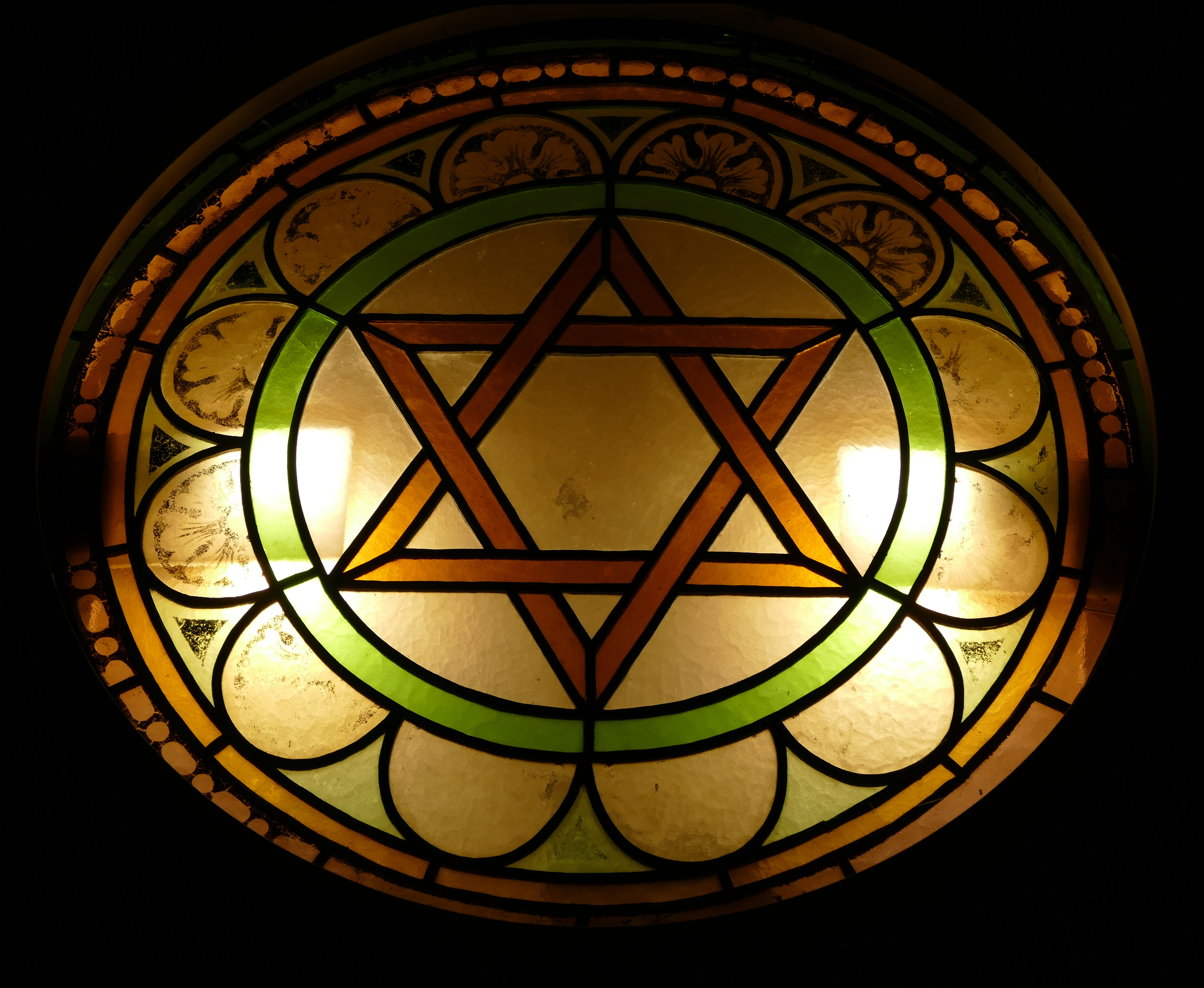
Maguen David, synagogue de Bouxwiller, XIXes.

L'amélioration de la condition des Juifs se traduit démographiquement, même si les préjugés anti-juifs subsistent comme en témoigne la tragique histoire de Hirtzel Lévy de Wettolsheim en 1754. En effet, les différents dénombrements révèlent la croissance de la population juive alsacienne, même si ceux-ci ne sont pas très précis : 1689 - 525 familles soit environ 2600 personnes, 1697 - 3655 personnes, 1716 - 1269 familles soit environ 6 000 personnes.
En règle générale, en Alsace, les princes protégeront les Juifs qui sont sources de revenus pour eux, quand les villes en interdiront l’établissement, par crainte de concurrence commerciale. Et surtout, le pouvoir royal tendra à généraliser un statut unique des Juifs, plutôt plus favorable que celui imposé par les autorités locales.
En temps de guerre, les Juifs se livrent au commerce des chevaux et les services rendus aux armées royales leur donnent une certaine faveur auprès des autorités. Les principaux munitionnaires, Moyse Blien et Aron Meyer de Mutzig, Lehmann Netter de Rosheim et Jacob Baruch Weyl de Westhoffen sont nommés préposés généraux de la Nation juive en Alsace, formant un véritable directoire à la tête de leur communauté. À ce titre ils mettent leur fortune et leurs appuis au service des leurs. À la fin du XVIIIe siècle, Cerf Beer, fournisseur aux armées, préposé général puis syndic des Juifs d’Alsace, mène un long combat pour la communauté juive. En janvier 1784, un édit royal abolit le péage corporel (Leibzollou Judenzoll) pour les Juifs, mais la ville de Strasbourg continuera jusqu’à la Révolution de vouloir faire payer le péage sur le pont du Rhin. De même, Cerf Berr sera toujours en procès avec la ville de Strasbourg pour obtenir le droit de résidence et de propriété à Strasbourg quand la loi du 21 septembre 1791 de l’Assemblée constituante rendra ce procès caduc,. Les différends entre Juifs doivent être tranchés, même en appel devant les autorités civiles selon les seules lois juives.

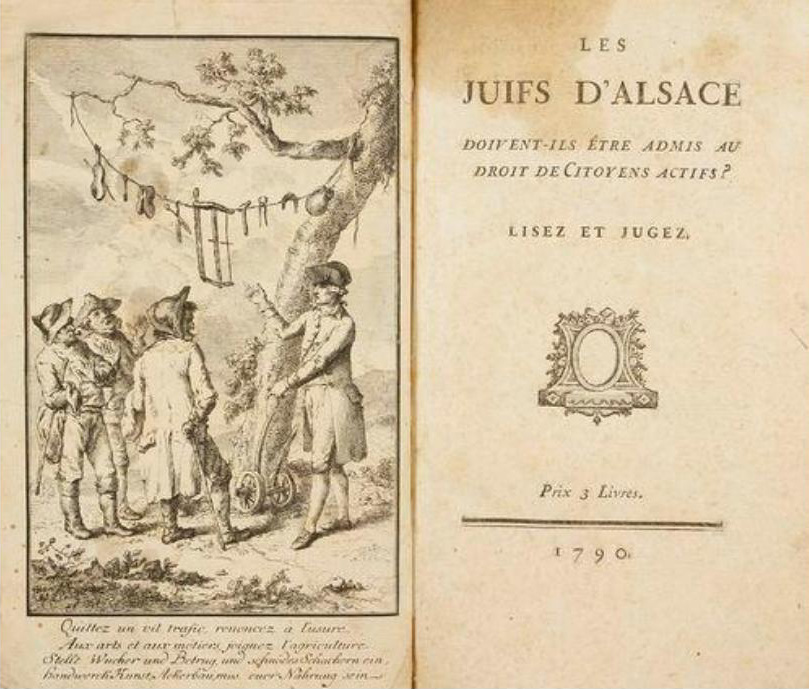
Les Juifs d'Alsace doivent-ils être admis au droit de citoyens actifs ? Lisez et jugez, 1790. Livre anonyme et antisémite dont la gravure en frontispice est légendée ainsi : « Quittez un vil trafic, renoncez à l'usure. Aux arts et aux métiers, joignez l'agriculture. »

Le 10 juillet 1784 sont publiées des lettres patentes, préparées par l'intendant Antoine Chaumont de La Galaizière, portant règlement concernant les Juifs d’Alsace. Elles ordonnent l’expulsion des Juifs sans domicile fixe, ou qui n’ont pas acquitté les droits de réception. Les étrangers ne sont pas admis plus de quatre mois et demi. Les Juifs peuvent louer des terres ou des fermes à condition de les exploiter eux-mêmes. Mais ils ne peuvent pas les acquérir. Ils n’ont pas le droit d’employer des Chrétiens. Des syndics administrent la répartition de l’impôt et garantissent l’ordre. Les mariages sont soumis à autorisation royale et de manière générale les actes d’état-civil doivent obligatoirement être déclarés. Ces lettres patentes ordonnent aussi le « Dénombrement général des Juifs qui sont tolérés en la province d’Alsace » de façon à préparer l'expulsion des Juifs sans droit légal de résidence. Sont recensées ainsi dans toute l’Alsace 3 918 familles soit environ 20 000 personnes.
Ces lettres patentes sont discriminatoires, mais montrent un effort de compréhension des Juifs par le pouvoir royal. Un progrès notable est l'autorisation de travailler la terre, donnée dans le but de permettre aux Juifs de vivre d’autre chose que l’usure. Et aussi, elles les soustraient à l’arbitraire des autorités locales pour leur donner un début de statut légal, même si les Juifs ne sont pas encore sujets de plein droit.
En définitive, à la veille de la Révolution, le judaïsme alsacien est rural et pauvre, même comparé aux autres communautés juives de France. Il n’a pas donné d'éminents rabbins comme à Metz. Les synagogues y sont très modestes, telles celle de Traenheim établie dans un grenier ou celle de Pfaffenhoffen inaugurée en 1791 mais qui occupe toutefois une maison entière. Les Juifs exercent de petits métiers comme colporteurs, marchands de bestiaux, brocanteurs ou matelassiers.

## LeXIXesiècle

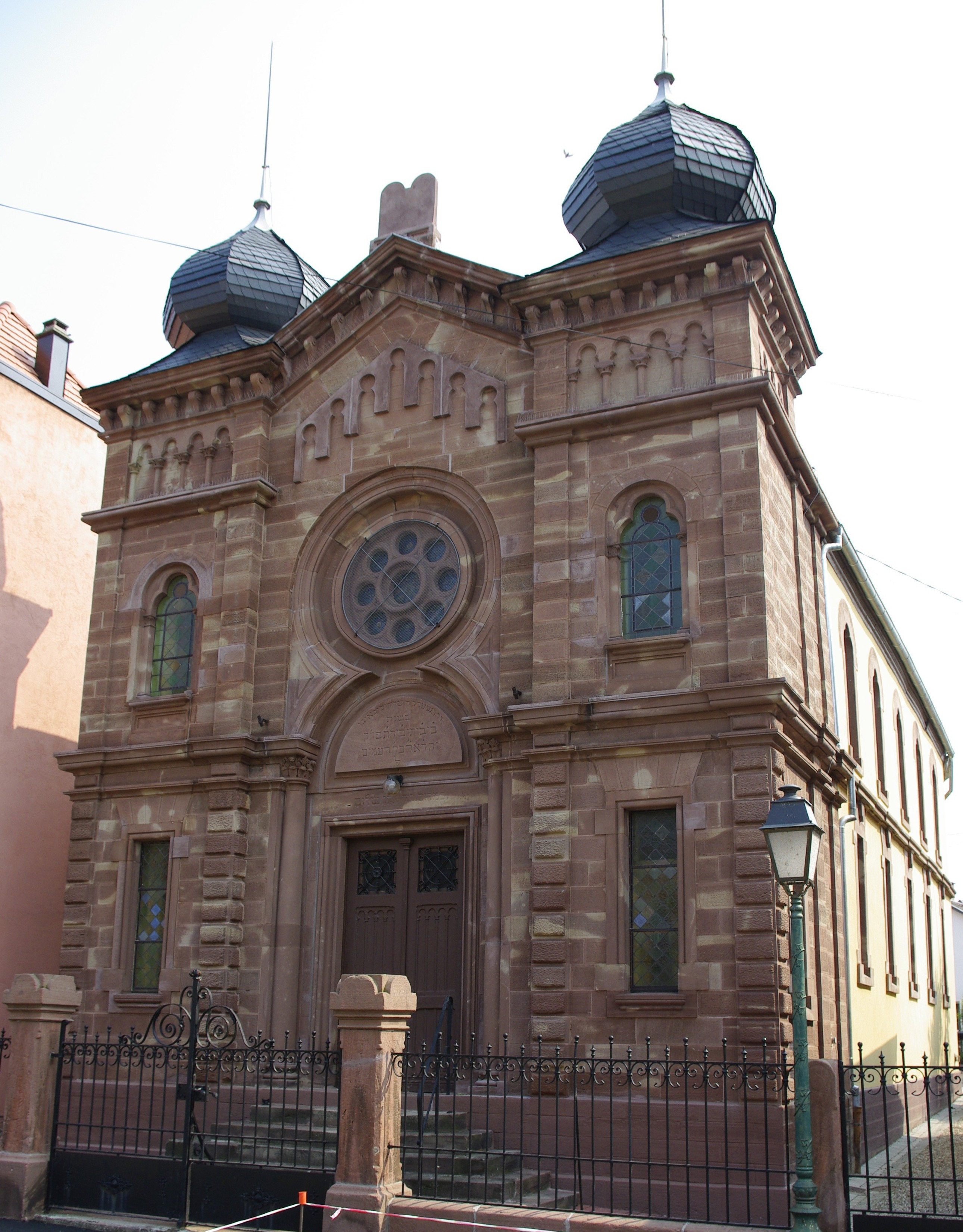
Synagogue de Wolfisheim (XIXe siècle)
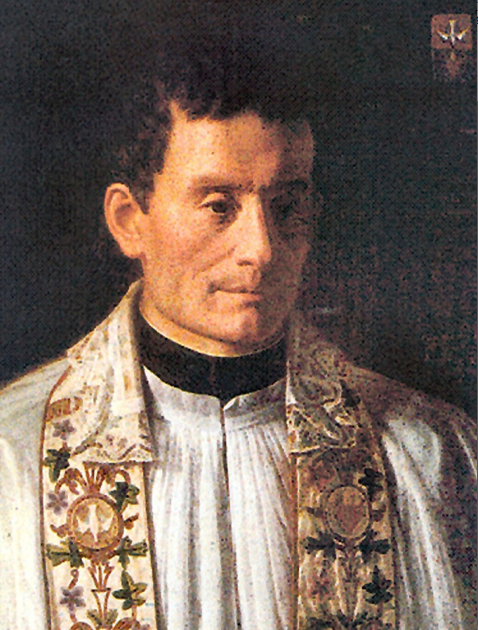
Jacob Libermann, devenu vénérable de l'Église catholique
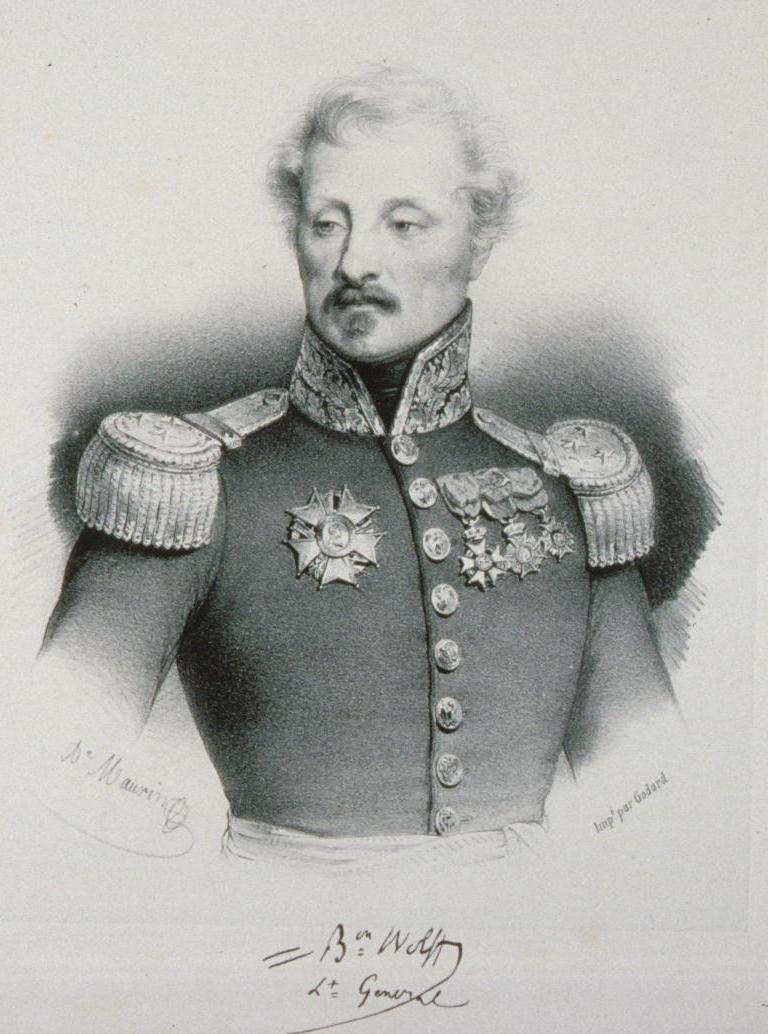
Marc François Jérôme Wolff
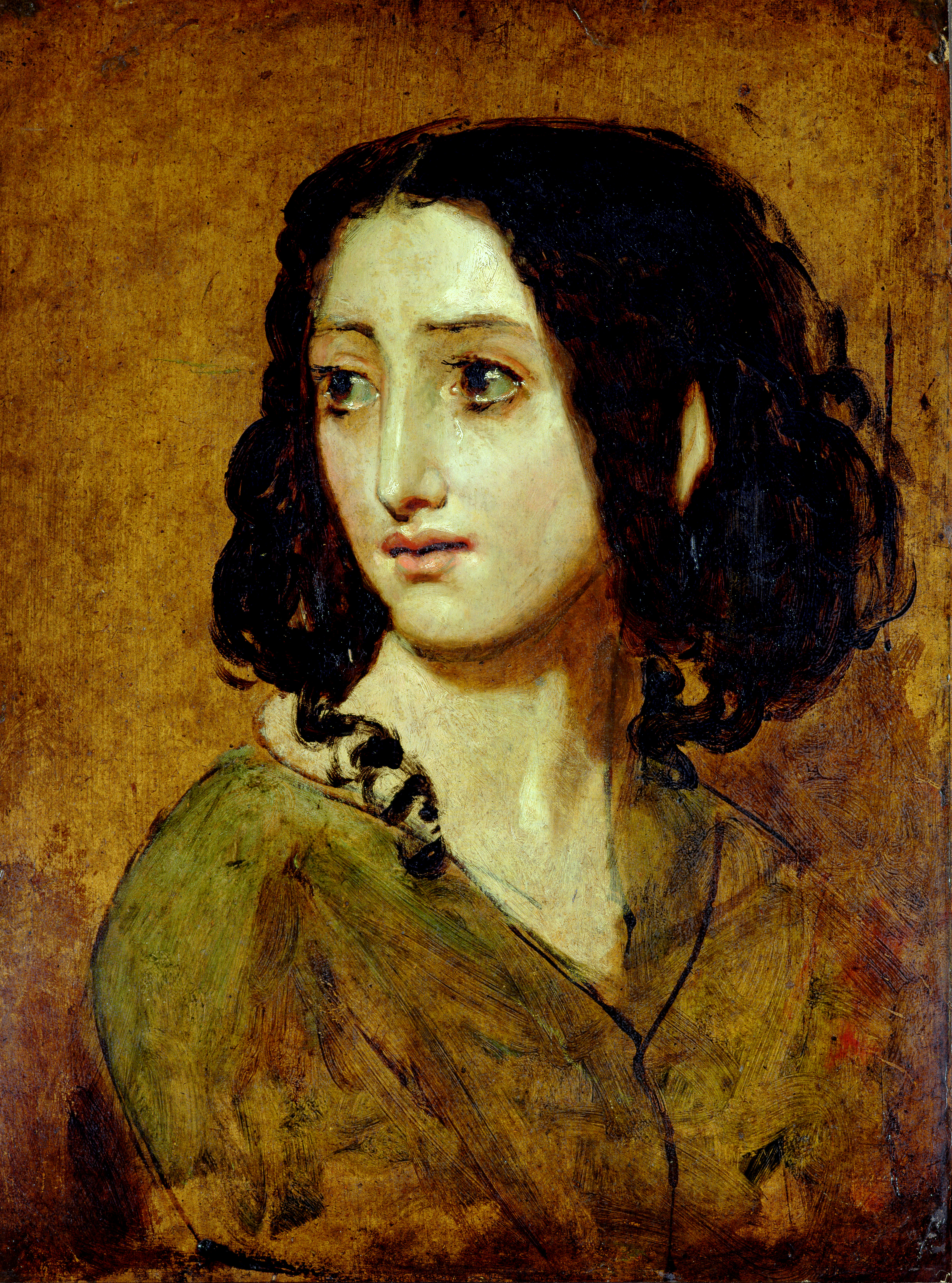
La comédienne Rachel par William Etty en 1840
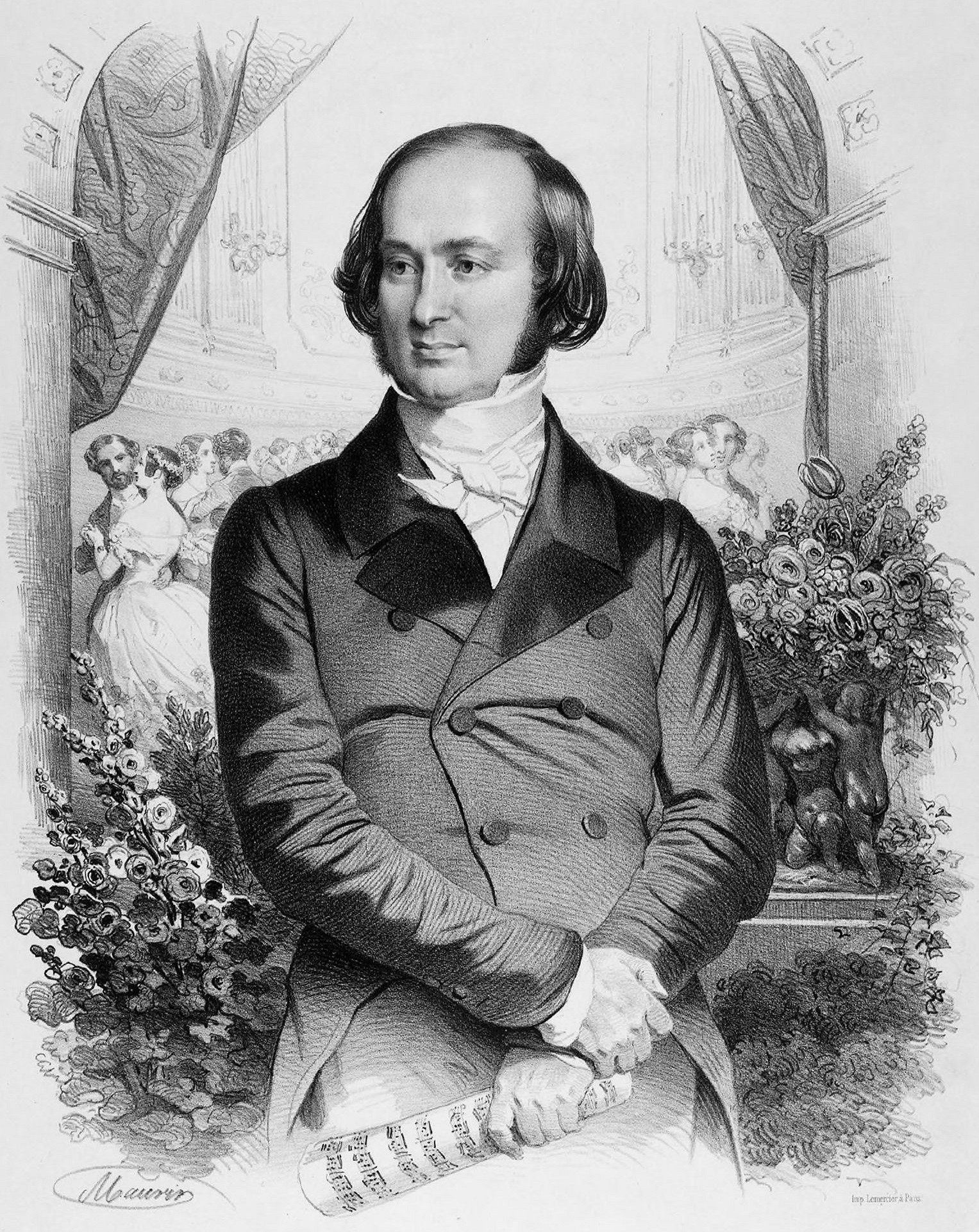
Isaac Strauss, chef d'orchestre.
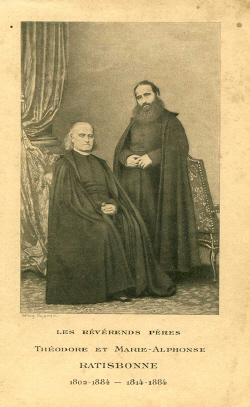
Les frères Alphonse et Théodore Ratisbonne devenus révérends pères.
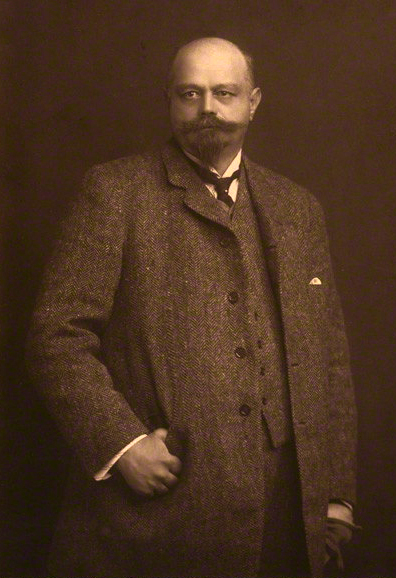
Charles Mewès, architecte du Ritz

La liberté acquise grâce à la Révolution et aussi à l’implication de Juifs alsaciens tels Cerf Berr ou le rabbin David Sintzheim — un des représentants des Juifs alsaciens aux États généraux de 1789 puis au Grand Sanhédrin qu'il préside avant de devenir le premier grand-rabbin de France — puis le financement du culte israélite voté en 1831 permettent un essor remarquable du judaïsme alsacien : 176 synagogues sont bâties en Alsace et en Lorraine de 1791 à 1914, mais seule la moitié d’entre elles subsiste de nos jours. (On pourra se reporter au site du judaïsme d’Alsace et de Lorraine cité en lien externe pour la liste et souvent la description de celles encore existantes.) La liberté signifie aussi la possibilité de s'établir partout en Alsace ou ailleurs en France. S'amorce alors le grand mouvement des Juifs des campagnes alsaciennes vers les villes d’Alsace ou Paris qui offrent plus de chance d'ascension économique. De nombreux Juifs s'établissent dans les villes, qui leur étaient auparavant interdites : Strasbourg devient la seconde plus grande communauté juive de France après Paris avec 7 820 personnes, Mulhouse passe de 163 Juifs en 1808 à 1939 en 1866. Les Juifs alsaciens contribuent aussi à la croissance de la communauté juive parisienne, dont ils constituent plus de 40 % des membres en 1872.

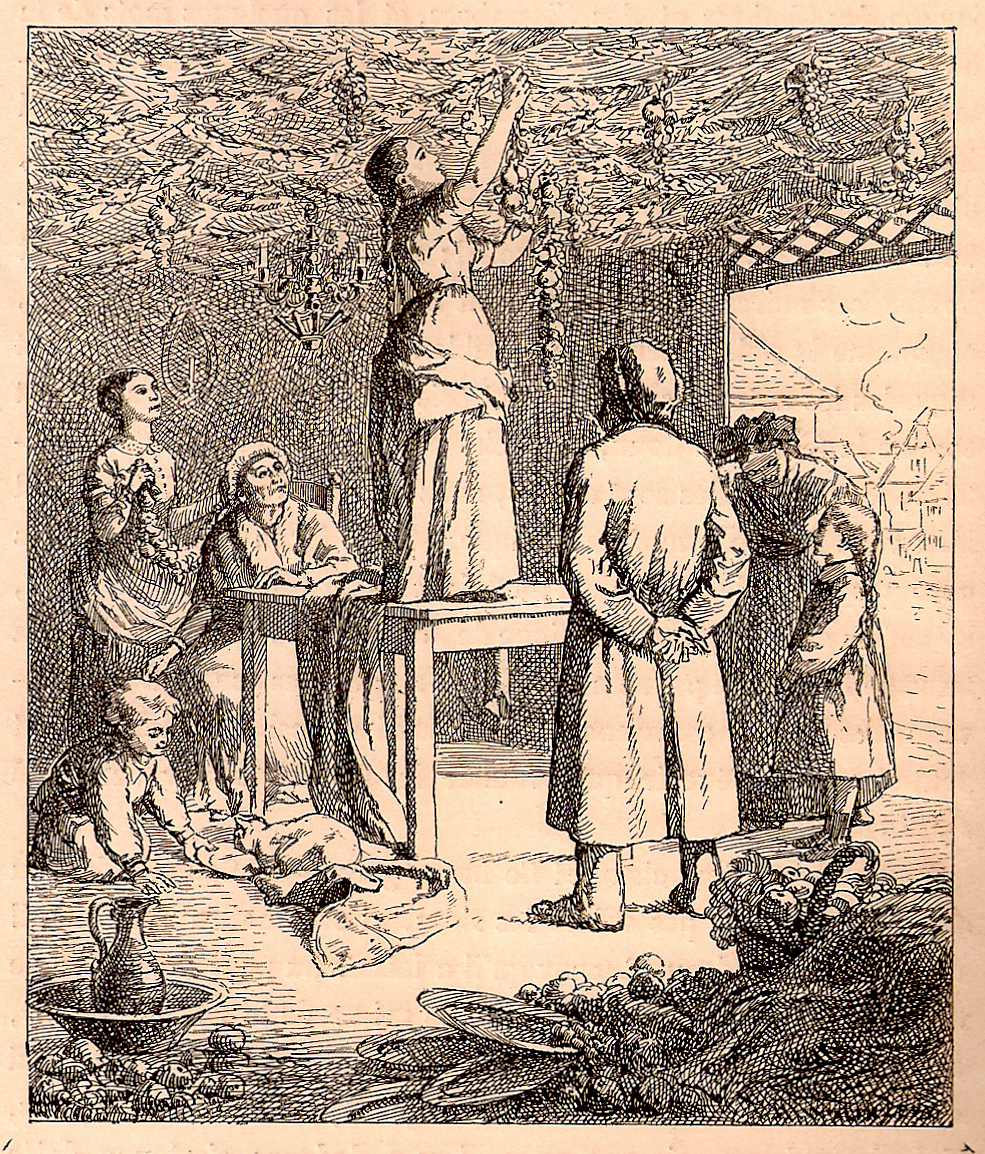
Décoration de la Souccah en Alsace, Alphonse Lévy, 1886.

Des Juifs alsaciens réussissent dans le milieu des arts et des spectacles : Rachel est une des plus célèbres actrices du règne de Louis-Philippe ; en 1854, Isaac Strauss devient chef d'orchestre des bals de l'Opéra puis directeur des bals des Tuileries, avant son remplacement par Émile Waldteufel, en 1867 par l'impératrice Eugénie de Montijo.
La reconnaissance à l'égard de la France et surtout aux valeurs républicaines identifiées à celles de la tradition juive constitue la base du « franco-judaïsme » qui marquera les judaïsmes alsacien et lorrain jusqu'à la Seconde Guerre mondiale et qui permit l'engagement de nombreux Juifs au service de l'État, de l'industrie ou de la culture française. Le village de Schirrhoffen élit des maires juifs de 1844 à 1907.
Cette intégration entraîne également quelques conversions au christianisme comme Jacob Libermann, qui devient vénérable de l'Église catholique ; Alphonse Ratisbonne, qui devient jésuite en 1842, fondateur avec son frère Théodore (petits-fils de Cerf Beer) du Monastère Ratisbonne à Jérusalem en Palestine, où il s'emploie efficacement à la conversion des Juifs et Mahométans hiérosolymitains au christianisme, pour la Congrégation de Notre-Dame de Sion, à la suite de la fondation, par l'Église anglicane, de Christ Church par Michael Solomon Alexander, premier évêque anglican de Jérusalem et Samuel Gobat, son successeur ; Léopold Émile Aron, acteur du scandale de Panama. Mais Rachel, l'actrice que Chateaubriand veut convertir au catholicisme, refuse la conversion. L'avionneur Marcel Dassault né Bloch, qui se convertit à la chapelle d'une congrégation fondée par la bienheureuse Marie de la Providence, en 1856,.
Le personnage de Balzac, Frédéric de Nucingen, s'inspire de Beer Léon Fould.

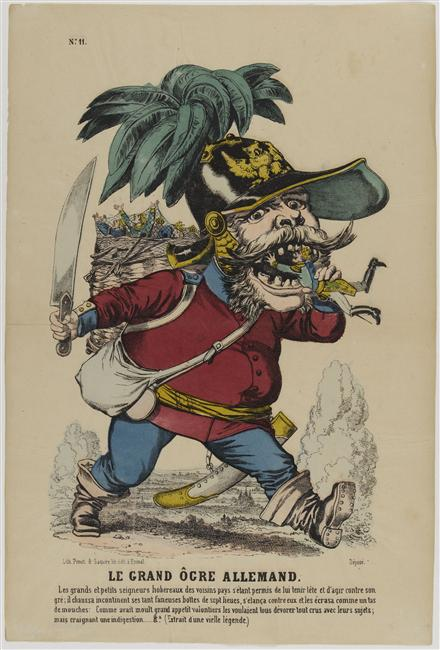
« Le grand ogre allemand », vignette satirique, A. Levy (1843-1918)

Pour essayer de s'opposer à cette désaffection du judaïsme, le Consistoire souhaite des cérémonies plus belles et installe en 1869 un orgue à la synagogue de la rue Sainte-Hélène à Strasbourg pour les offices du Chabbat et suscite l'opposition des orthodoxes alsaciens.
La défaite française de 1870 entraîne l'annexion par l’Allemagne de l'Alsace. Le judaïsme français perd théoriquement 40 000 personnes, mais un nombre considérable de Juifs alsaciens (25 % environ) en Alsace choisissent d'émigrer vers la France (voir Histoire des Juifs en France ; pour ceux qui sont restés, voir L'intégration des Juifs à la société allemande).
La communauté juive de Strasbourg accueille 2 500 immigrés, qui viennent d'Allemagne et principalement des provinces voisines de l'Alsace, parmi eux quelques professeurs d'université et des entrepreneurs. Ces nouveaux venus ne sont pas bien accueillis par les Juifs d'Alsace et de Lorraine : alors qu'ils représentent 25 % de la communauté juive en 1910, ce n'est qu'en 1895 et 1910 que sont élus les premiers membres allemands des consistoires de Strasbourg et de Metz. De plus, de jeunes Juifs émigrent particulièrement vers l'Amérique, pour fuir le service militaire de trois ans dans l'armée allemande. Des relations peu amènes s'établissent entre Juifs autochtones et ceux venus d'Allemagne, même si ces derniers contribuent à l'essor économique de l'Alsace et de la Moselle. Souvent à la tête d'industries prospères, ils développent aussi de « grandes surfaces » provoquant ainsi l'hostilité des petits commerçants. Les rabbins venus d'Allemagne sont jugés trop libéraux.
De nombreuses synagogues sont construites à Obernai, Rosheim, Balbronn, Soultz-sous-Forêts, Mommenheim, Ingwiller, Wolfisheim et Saverne.

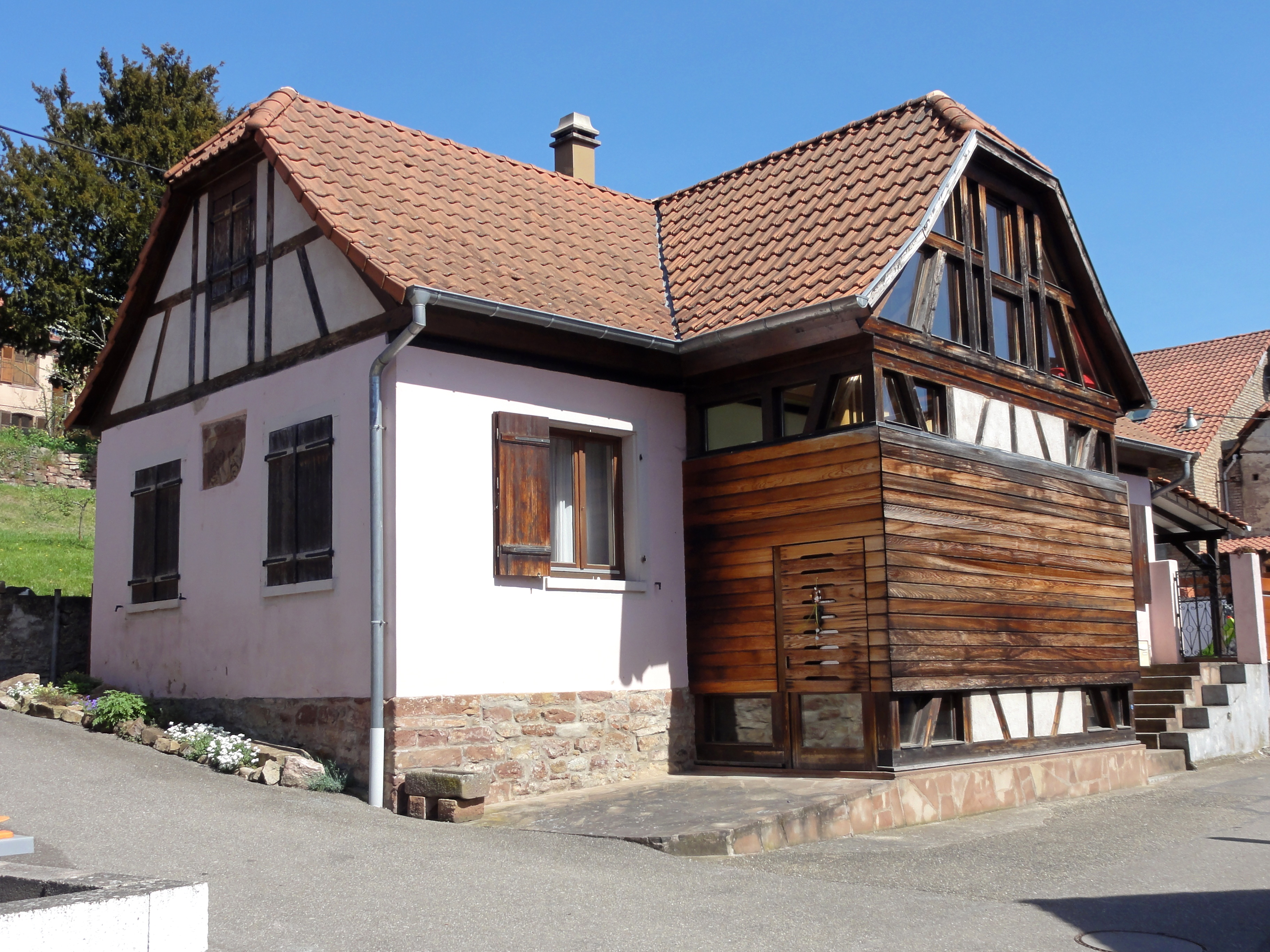
Ancienne école juive, Kolbsheim

En réaction au refus du Consistoire de permettre un office traditionnel (c'est-à-dire sans orgue et sans chœur) dans un oratoire, est créée, dans les années 1880, la communauté Etz ‘Hayim (« arbre de vie ») qui ouvre en 1892 une synagogue au 30 de la rue Kageneck à Strasbourg.
En 1898, la communauté juive de Strasbourg érige une synagogue monumentale, sur le quai Kléber, dans le style néo-roman allemand, et qui peut accueillir 1 639 fidèles.
La migration des Juifs vers les centres urbains fait que, dès 1910, disparaissent progressivement les rabbinats du Bas-Rhin : Dambach, Lauterbourg, Marmoutier, Mutzig, Quatzenheim et Schirrhoffen et remplacés par Barr et Bischwiller ; et du Haut-Rhin: Bergheim, Biesheim, Blotzheim, Durmenach, Hagenthal-le-Bas, Hattstatt, Hégenheim, Pfastatt, Rixheim, Seppois-le-Bas, Sierentz, Soultz, Soultzmatt et Uffholtz ; remplacés par Dornach, Guebwiller et Saint-Louis.

## La Première Guerre mondiale

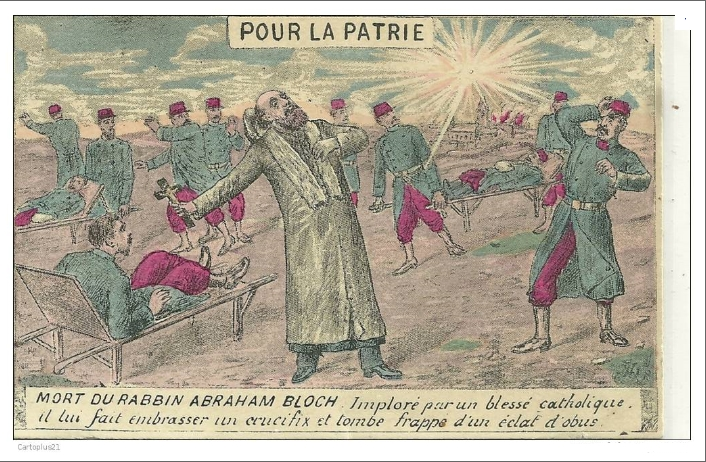
Carte postale patriotique commémorant la mort du rabbin Bloch

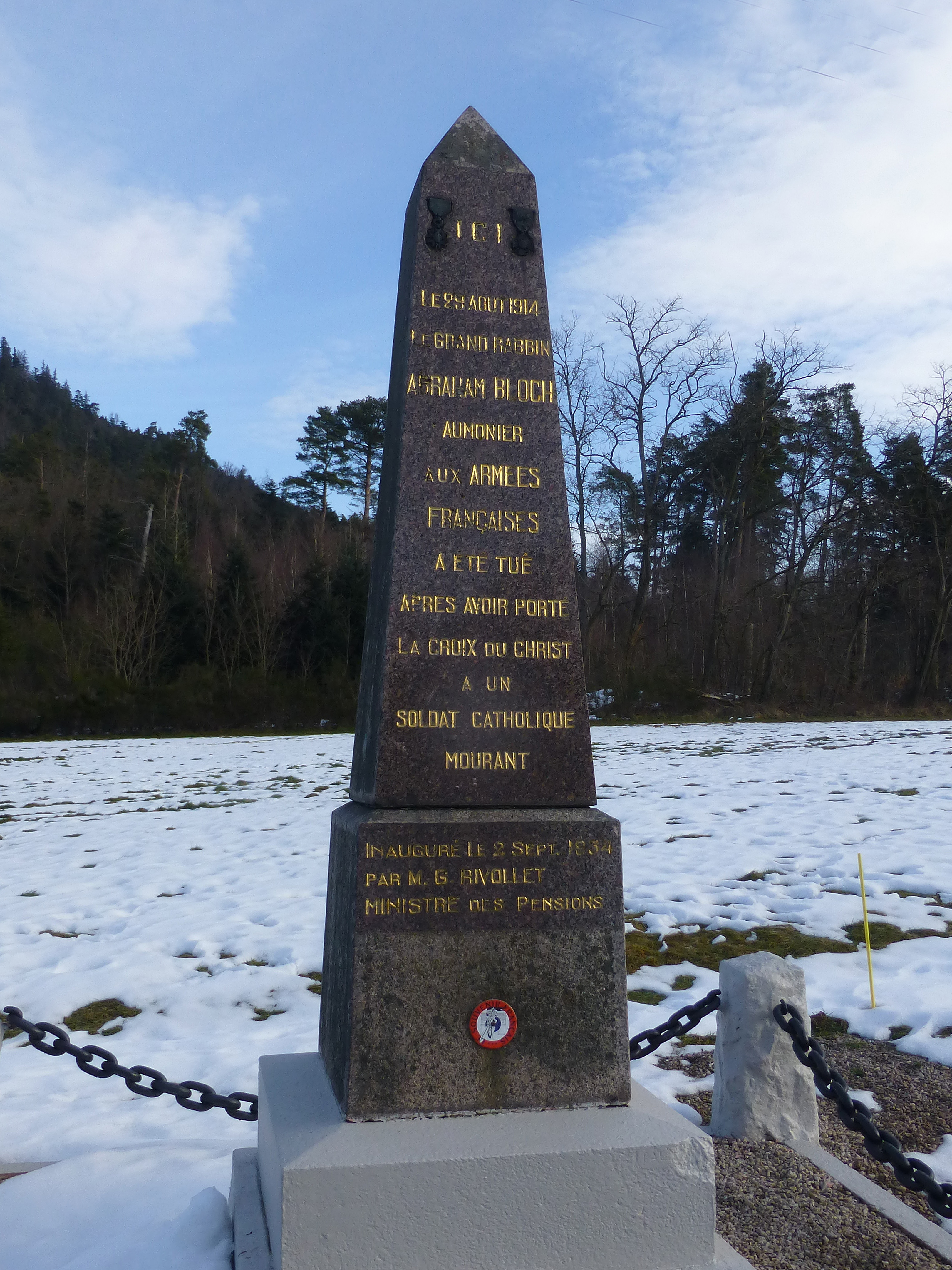
Stèle à la mémoire du rabbin Abraham Bloch

L'engagement des Juifs français originaires d'Alsace dans la défense de la Patrie est symbolisé, dès le début de la guerre, par la mort au front, le 29 août 1914, du rabbin Abraham Bloch au col d'Anozel, commémorée par une stèle portant l'inscription suivante : « Le 29 août 1914, le grand rabbin Abraham Bloch, aumônier aux Armées françaises a été tué en portant la croix du Christ à un soldat catholique mourant ». Cet acte d'héroïsme œcuménique donne lieu à de multiples hommages, par exemple en cartes postales.
Des Juifs alsaciens établis hors d'Allemagne choisissent de servir la France lors de ce conflit et prennent un pseudonyme pour éviter d'être accusés de trahison au cas où ils tomberaient aux mains des Allemands. En Alsace même, des Juifs s'opposent aux forces allemandes en dépit des risques encourus. Le jeune David Bloch de Guebwiller est fusillé pour espionnage.
En novembre et décembre 1918, des actions de grâce retentissent dans toutes les synagogues où « les fidèles remercient le Seigneur qui les a laissés vivre assez longtemps pour vivre ce beau jour ».
Le retour de l'Alsace à la France, après la Première Guerre mondiale ne change pas le statut du culte israélite, la loi de séparation des Églises et de l'État n'étant pas applicable aux départements recouvrés.

## La Seconde Guerre mondiale

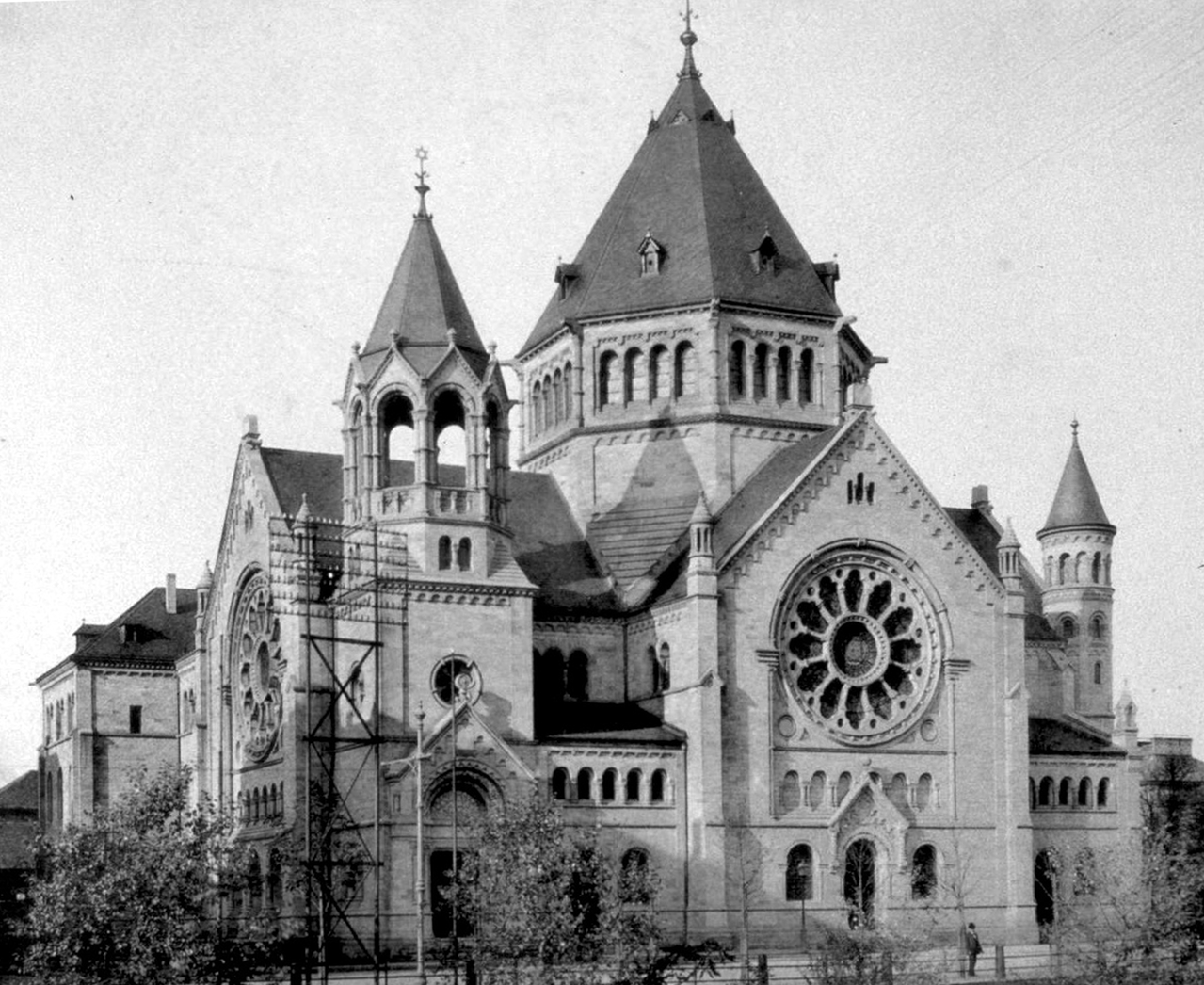
Synagogue de Strasbourg, quai Kléber[41], inaugurée en 1898, brûlée par les nazis en 1940
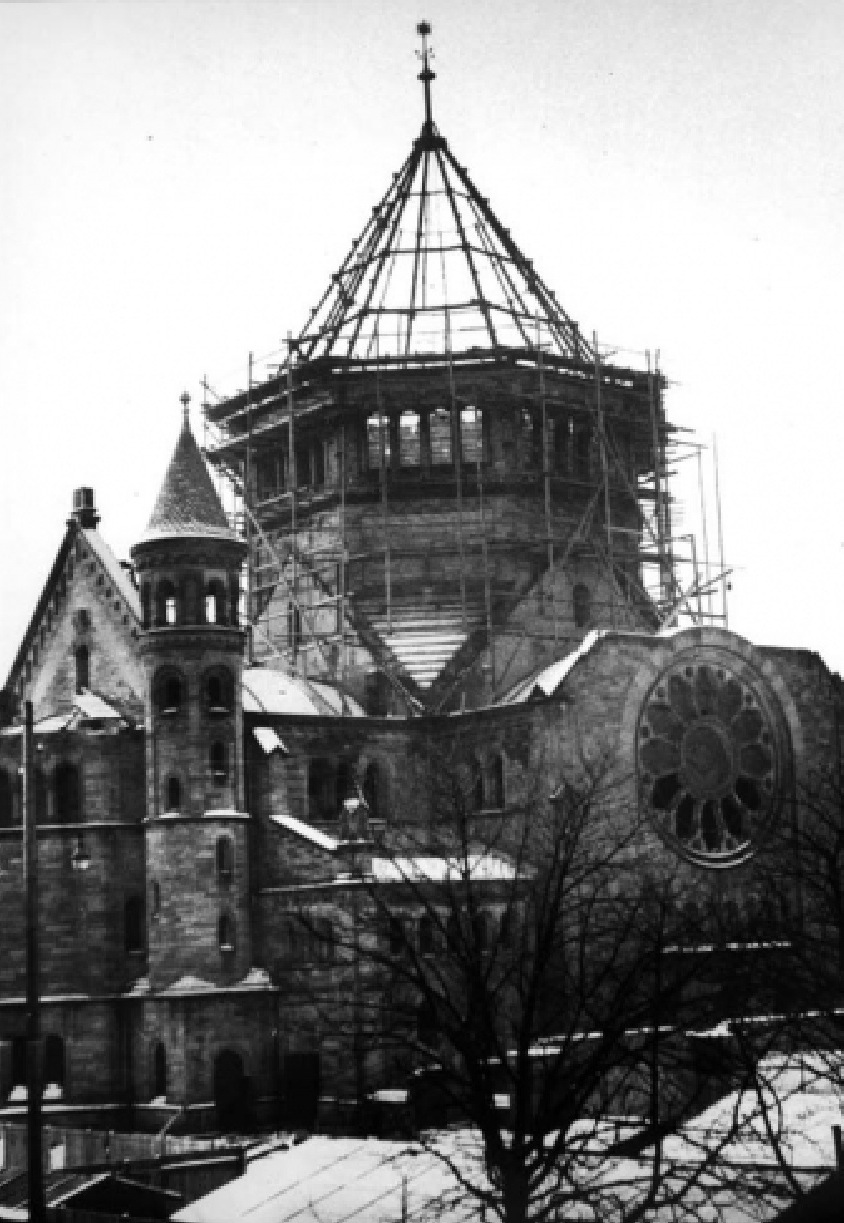
Après l’incendie de l'ancienne synagogue.
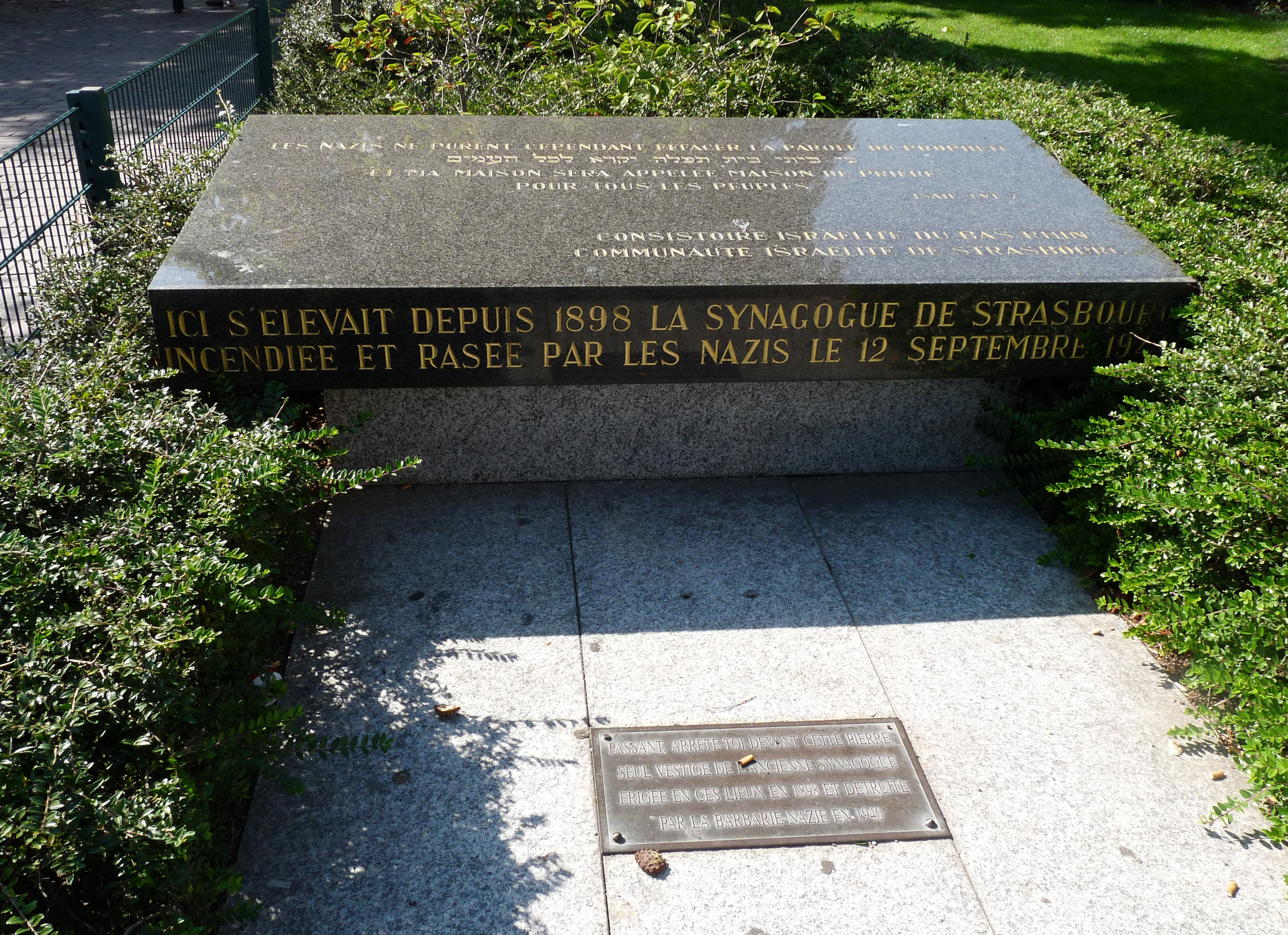
Dalle commémorant l’incendie de l’ancienne synagogue, le 12 septembre 1940 (Place des Halles)
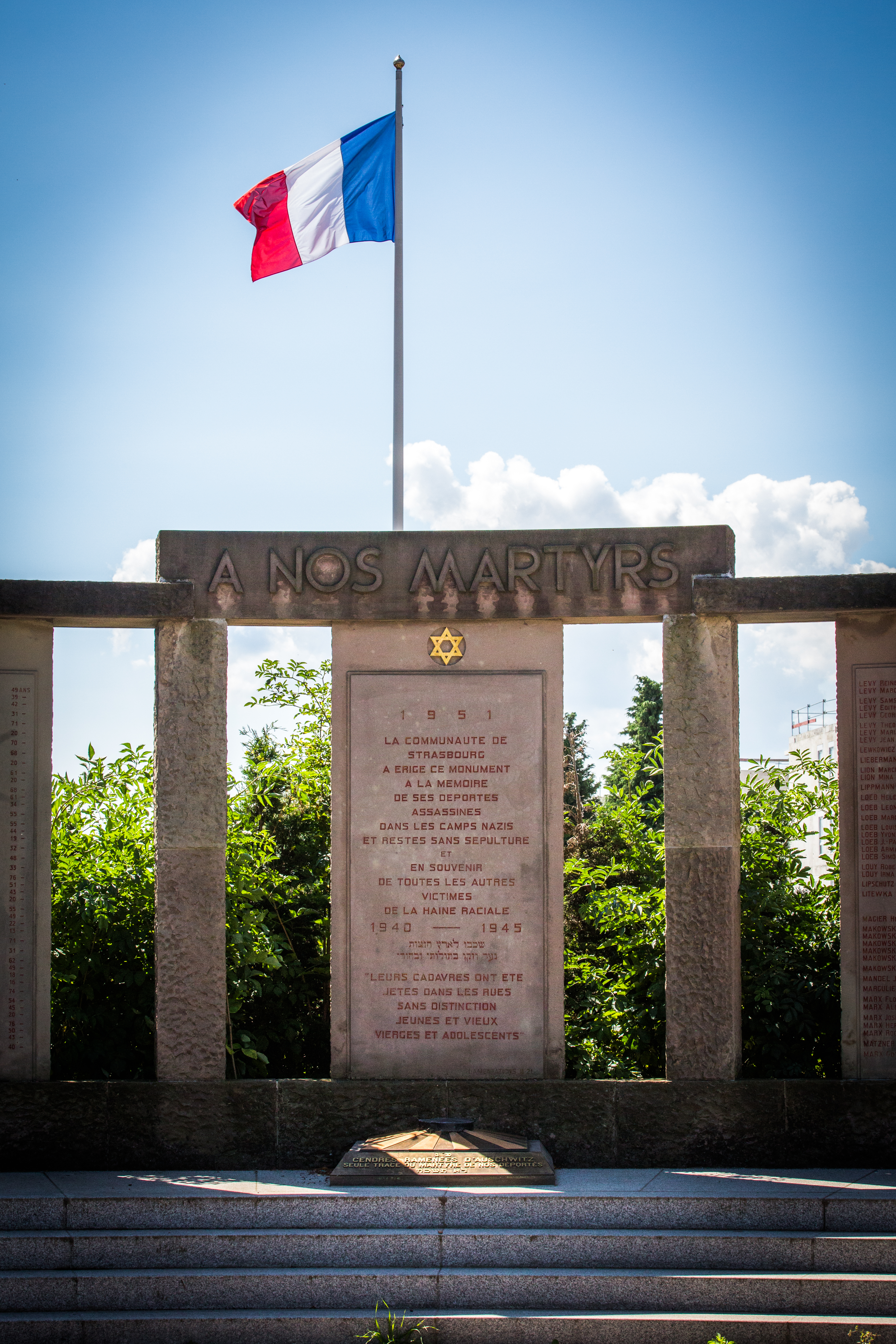
Le mémorial érigé en 1951 par la Communauté de Strasbourg à la mémoire de ses morts.

Des années 1880 à la Seconde Guerre mondiale, les pogroms et la montée du nationalisme en Europe centrale et orientale ont rendu la vie difficile pour les Juifs. Beaucoup émigrent en France et notamment en Alsace. Une estimation de 1931 établit que 39 % de la population juive de Strasbourg est d’origine étrangère. Ce mouvement s'accentue à partir de 1933, année de l'avènement du nazisme, en même temps que montent les manifestations antisémites inspirées de l'Allemagne[réf. incomplète]et que la communauté juive se divise entre ceux qui essayent de secourir les réfugiés d'Allemagne ou de Pologne, souvent des jeunes, et ceux plus passifs, souvent des notables, qui peuvent aller jusqu'à leur reprocher leur « visibilité » et leur attitude en affaires[réf. incomplète].
En 1939, le 2 juillet, René Hirschler devient Grand Rabbin du Bas-Rhin à la place d'Isaïe Schwartz, élu Grand Rabbin de France, le 8 mars 1939. Le 3 septembre, la France déclare la guerre à l'Allemagne. 15 000 Juifs d’Alsace-Lorraine fuient leur région. Le 13 juillet 1940, le gauleiter Robert Wagner décide d’expulser les Juifs encore restés en Alsace et de confisquer tous leurs biens, intérêts et droits au profit de l’État. Le 15 juillet, l’Alsace et la Moselle sont annexées par le Reich. La synagogue du quai Kléber est incendiée par les Jeunesses hitlériennes venues spécialement du pays de Bade le 30 septembre 1940. La ruine qui subsista fut dynamitée en novembre de l’année suivante.
Sur les vingt rabbins français disparus en déportation, 11 sont nés ou ont exercé en Alsace, dont René Hirschler, et sur les vingt-cinq ministres officiants disparus, c'est le cas de 21 d’entre eux. De nombreux hommes d'affaires juifs alsaciens comme Théophile Bader et Alphonse Kahn, fondateurs des Galeries Lafayette, Pierre Wertheimer, fondateur de l'entreprise Bourjois et associé de Coco Chanel, Max Heilbronn, fondateur du Monoprix ou Albert Kahn, banquier et philanthrope, voient leurs biens confisqués ou connaissent la déportation.
Les synagogues et les cimetières sont détruits ou pillés. Six mille Juifs alsaciens sont victimes de la Shoah.
Des Juifs alsaciens jouent un rôle important dans la Résistance : Georges Loinger et le docteur Joseph Weill, dirigeant de l'Œuvre de secours aux enfants (OSE) organisent la mise à l'abri d'enfants et leur convoyage clandestin vers la Suisse qui permettent le sauvetage de 5 000 enfants de la déportation, Pierre Dac, originaire de Niederbronn-les-Bains, dont la judaïté est dénoncée par Philippe Henriot, devient l'humoriste des émissions en français « Les Français parlent aux Français » de Radio Londres à partir de 1943. Pierre Lazareff, depuis New York, rejoint le Bureau d'information de guerre des États-Unis, puis à Londres, l'American Broadcasting System In Europe.
Né à Strasbourg, Maurice Kriegel-Valrimont reçoit avec le général Leclerc et Henri Rol-Tanguy la reddition de von Choltitz à la libération de Paris.

## Les Juifs alsaciens, après la guerre

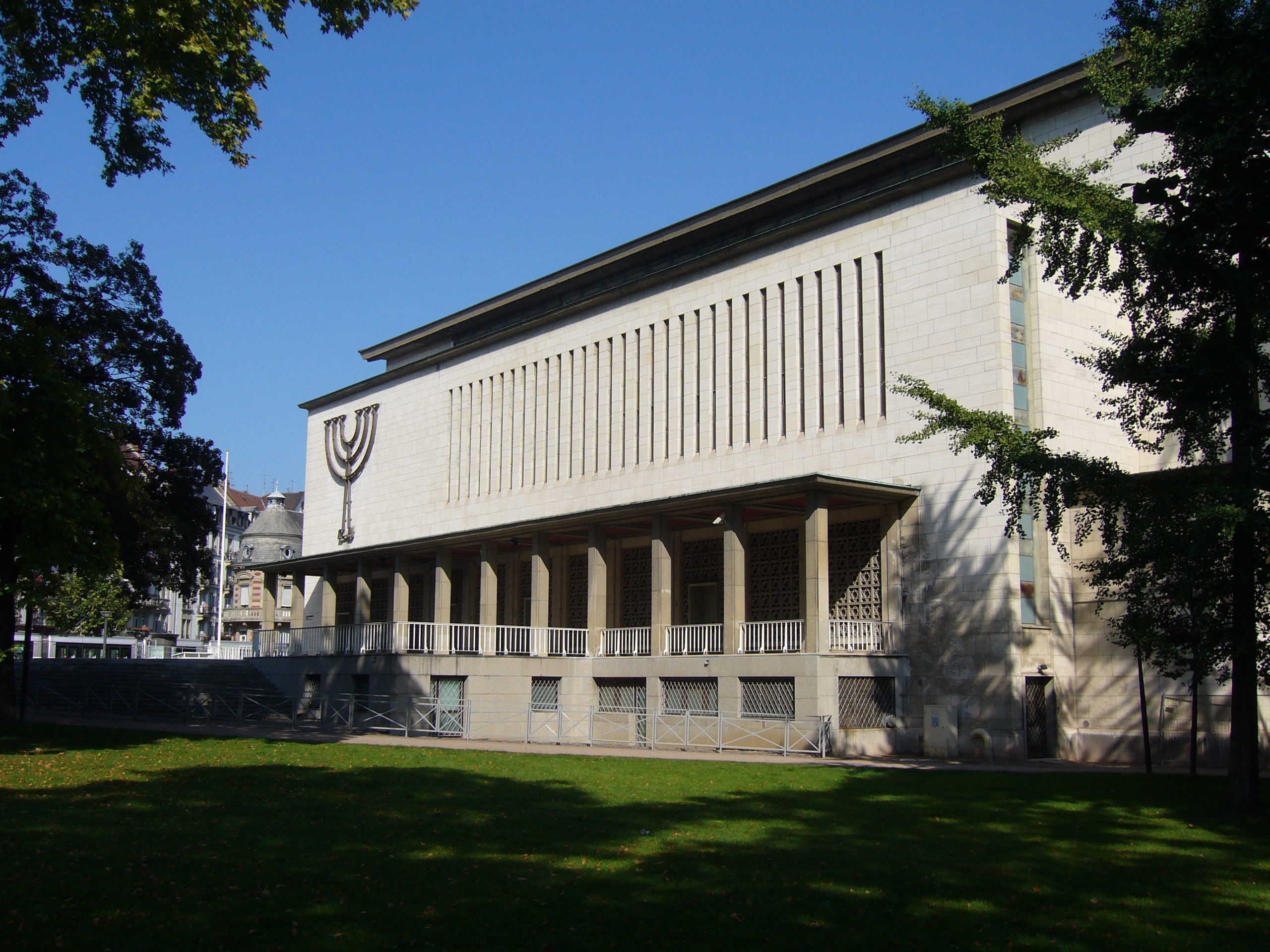
Synagogue de la Paix à Strasbourg.
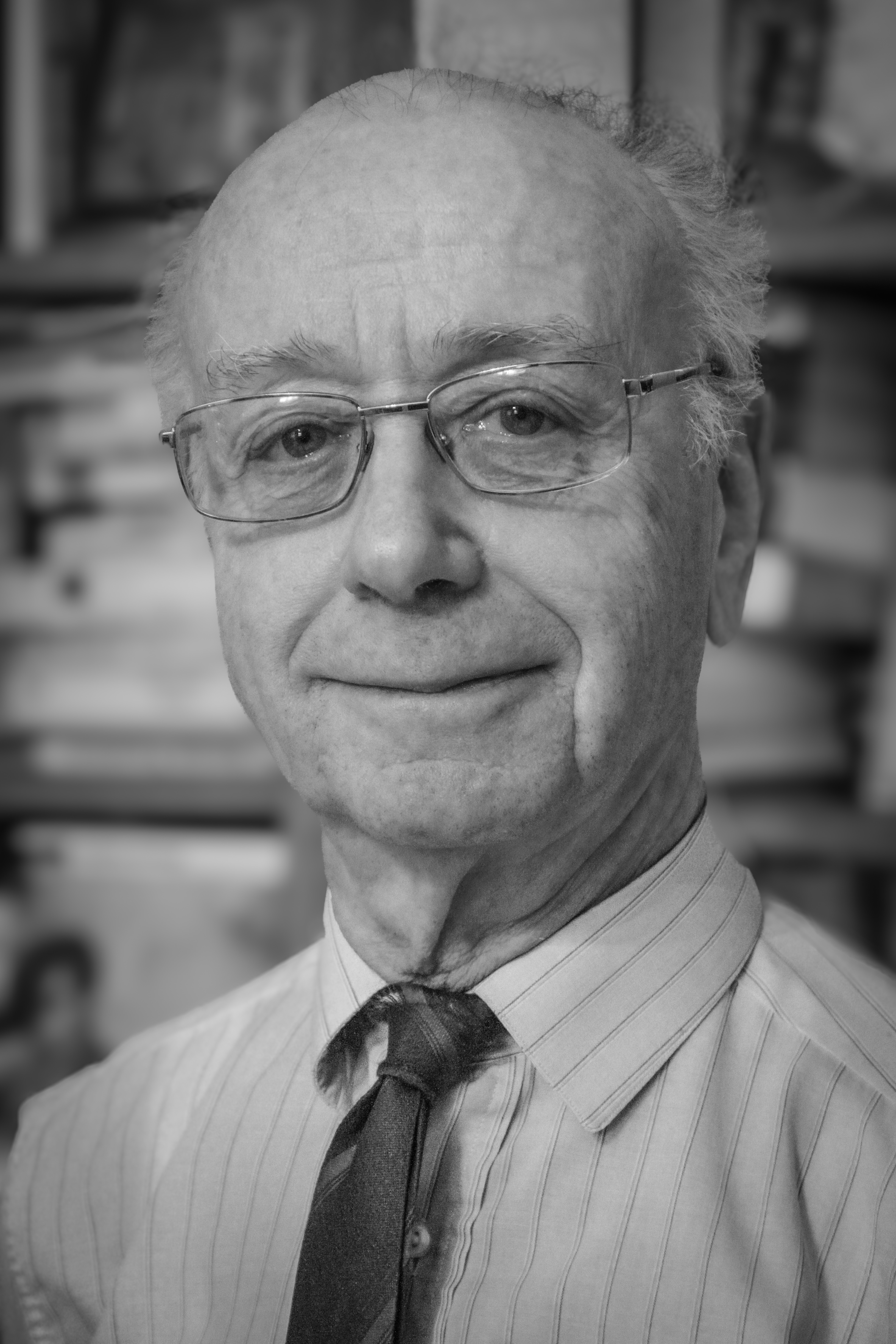
Le sociologue et historien Freddy Raphaël, 2013
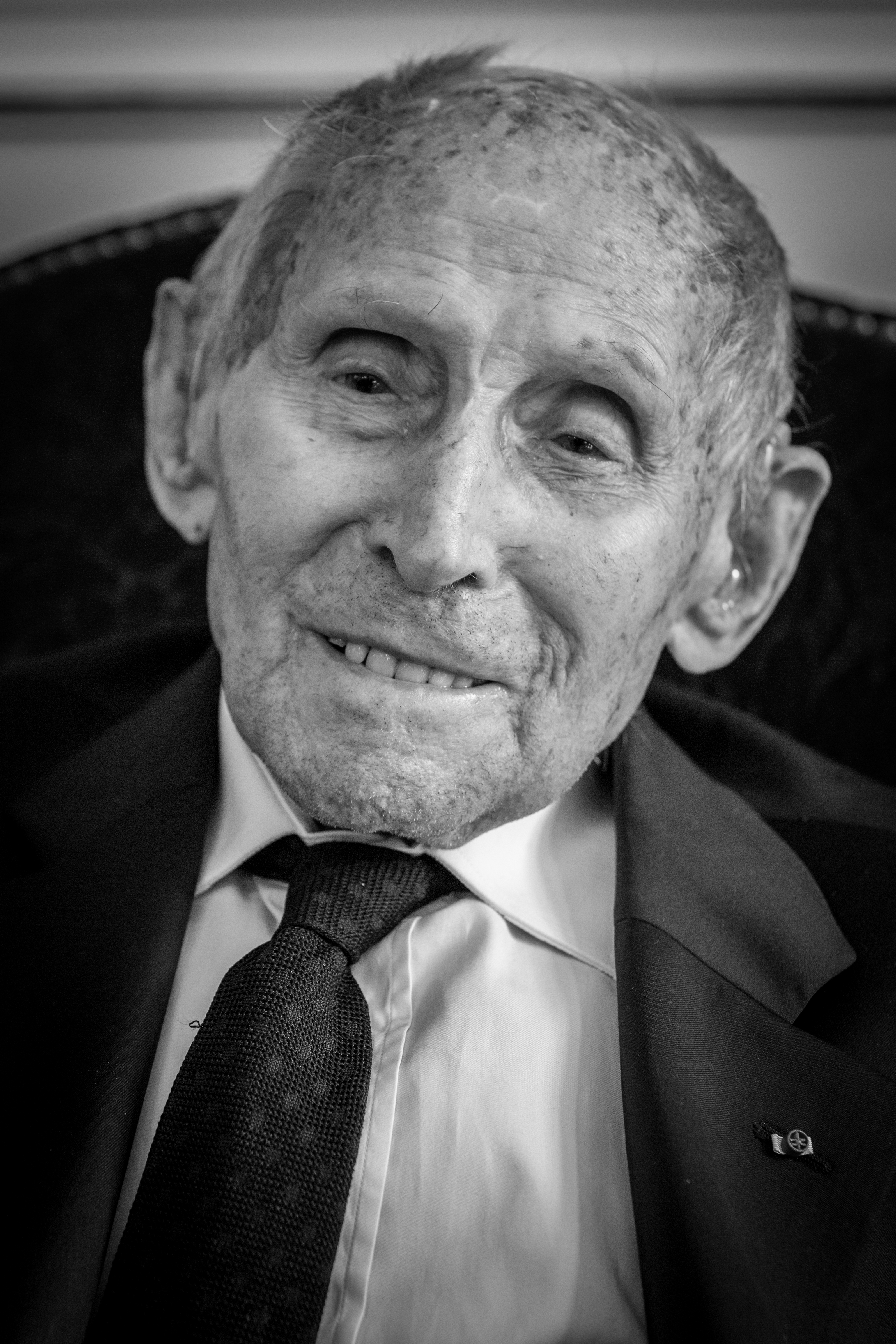
Georges Loinger en 2014

De 1945 à 1960, la vie juive se reconstruit. Environ 15 000 Juifs reviennent en Alsace et en Lorraine. Les Juifs alsaciens qui ont survécu reviennent pour la plupart au pays, même si certains choisissent Israël. Les survivants se fondent dans la masse : Jean Samuel, pharmacien de Wasselonne connu comme le Pikolo de Si c’est un homme mettra, contrairement à son ami Primo Levi, trente-cinq ans à briser la chape de silence mi-choisie mi-imposée, ; Georges Loinger, témoin privilégié de la Résistance juive n’attire l’intérêt des médias que cinquante ans après les faits, une fois devenu centenaire.
La renaissance du judaïsme alsacien doit beaucoup à André Néher qui, dès 1946, s'investit dans le mouvement traditionaliste de jeunesse Yechouroun, qui obtient en 1960 la création d'une licence d'hébreu moderne puis en 1961, la possibilité de présenter l'hébreu en langue vivante au baccalauréat[réf. incomplète]. En 1948, est fondée l’école Aquiba à Strasbourg sous la direction de Benjamin Gross mais le judaïsme rural, déjà en perte de vitesse, a reçu un coup fatal. Ce sont les plus anciennes générations qui retournent au village, les plus jeunes préférant la ville. Le judaïsme alsacien est dorénavant citadin. La synagogue de Wissembourg est reconstruite après la Seconde guerre mondiale. La communauté juive de Wasselonne, qui ne disposait pas de synagogue en 1939, est la seule à en faire construire une après la guerre, en 1960. Cependant, la synagogue de Wasselonne n'est plus utilisée que pour quelques célébrations occasionnelles et celle de Wissembourg, désacralisée, abrite maintenant les archives municipales.
Le 23 mars 1958, est inaugurée à Strasbourg la nouvelle synagogue de la Paix, sur les plans de l’architecte Claude Meyer-Lévy.
En 1962, la fin de la guerre d'Algérie voit affluer les Juifs séfarades d’Afrique du Nord. Ils sont accueillis fraternellement. Les différences de mentalités, de traditions, si elles surprennent et peuvent parfois occasionner quelques différends, sont aussi largement compensées par le tempérament chaleureux des nouveaux arrivants. L’intégration du rabbin Raphaël Perez illustre ce succès. La population juive croît jusqu'à 50 000 personnes en 1970.
En 1965, le rabbin Jacquot Grunewald prend la direction du Bulletin de nos communautés d’Alsace et de Lorraine pour en faire Tribune Juive qui est resté jusqu'à 2010 un des rares magazines juifs à vocation nationale.
À partir de la fin des années 1990, la conservation du patrimoine culturel juif alsacien est aussi l'objet des travaux de Gilbert Weil, fondateur du Musée judéo-alsacien de Bouxwiller et de Michel Rothé, fondateur du site internet du judaïsme d'Alsace et de Lorraine.

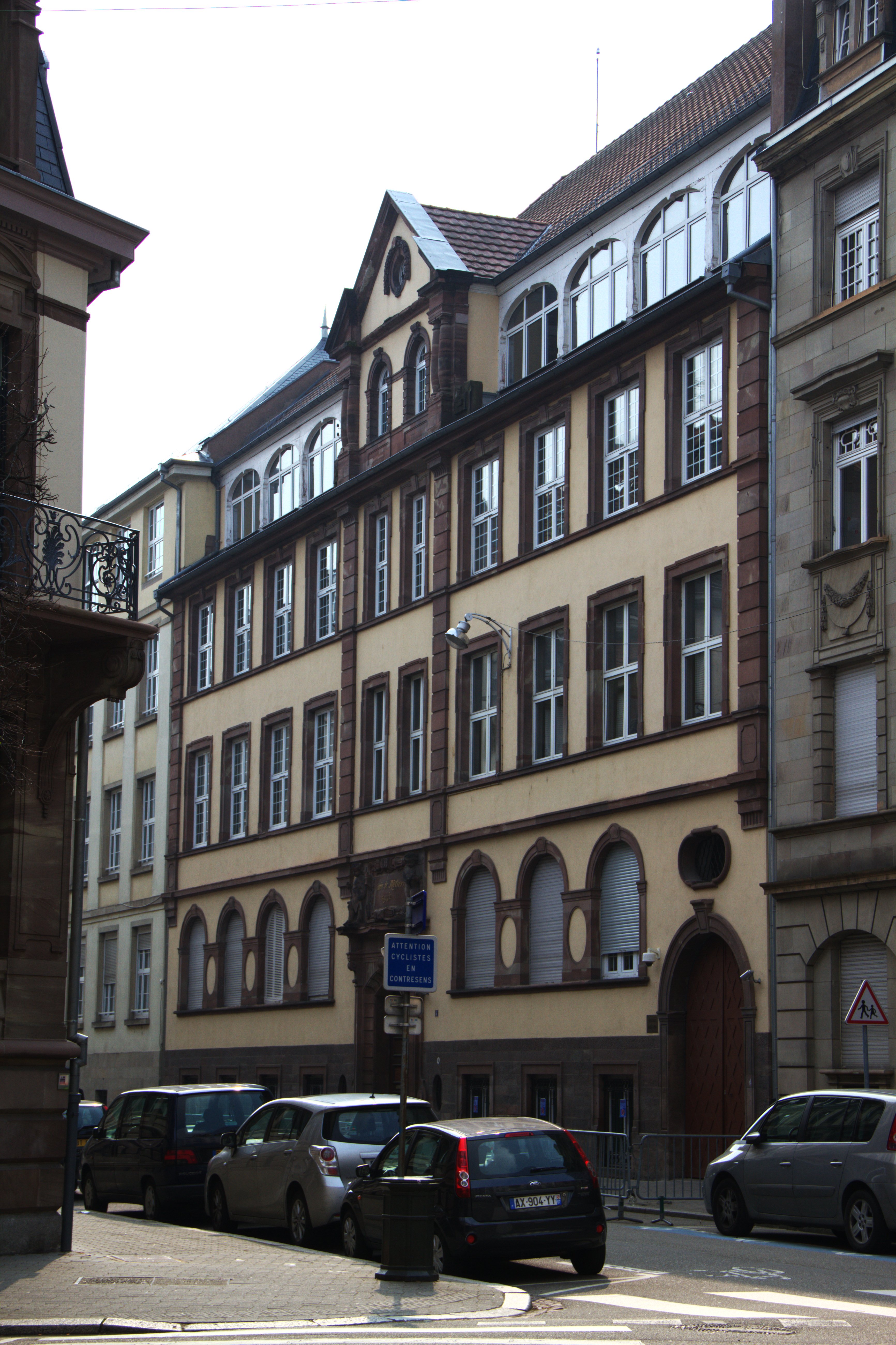
École Aquiba
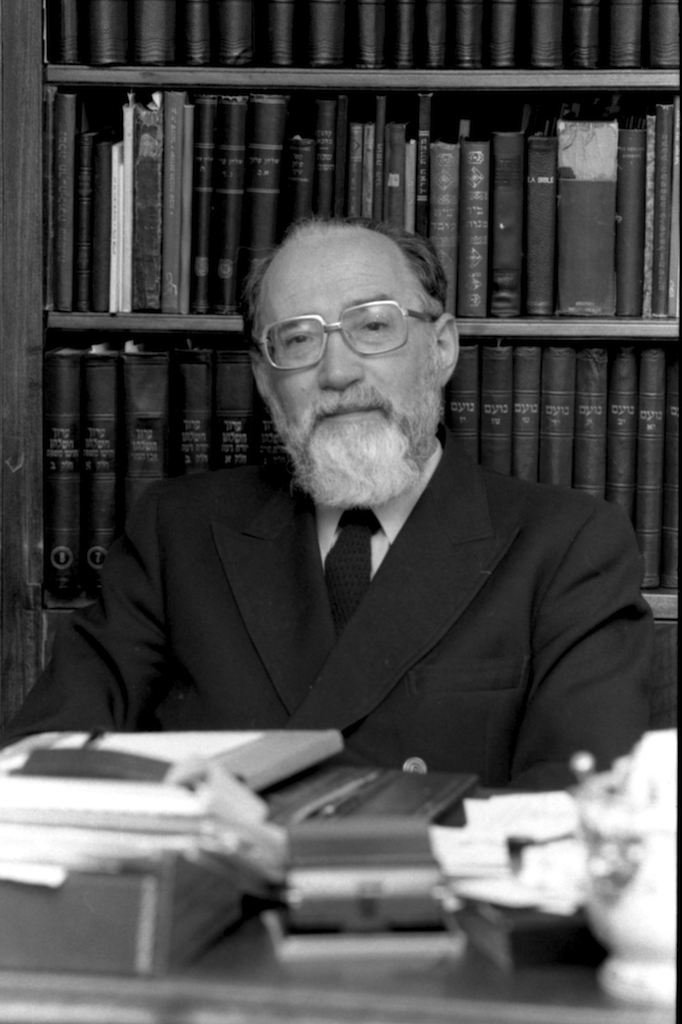
Le grand rabbin Max Warschawski
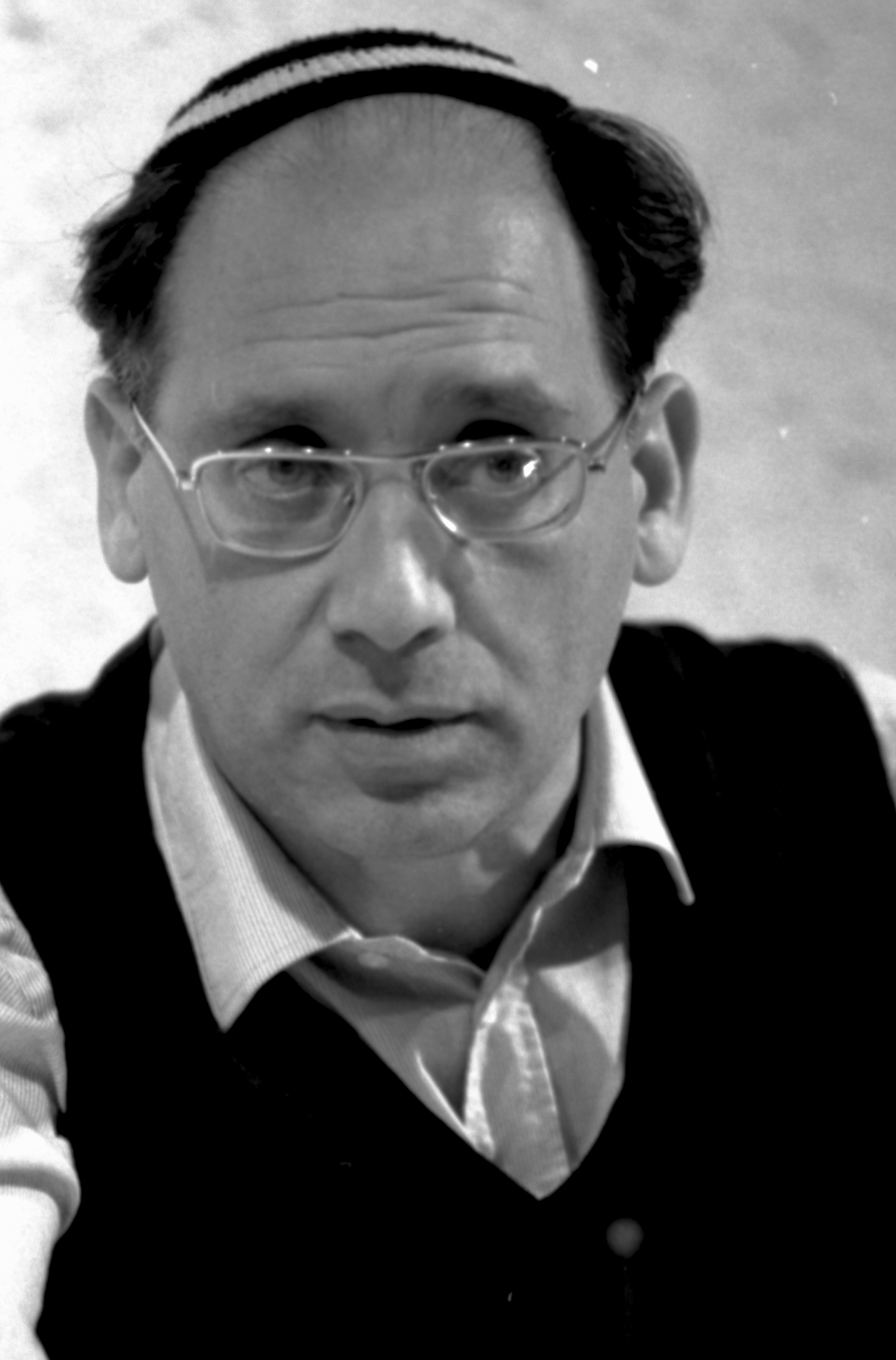
Jacquot Grunewald en 1978.
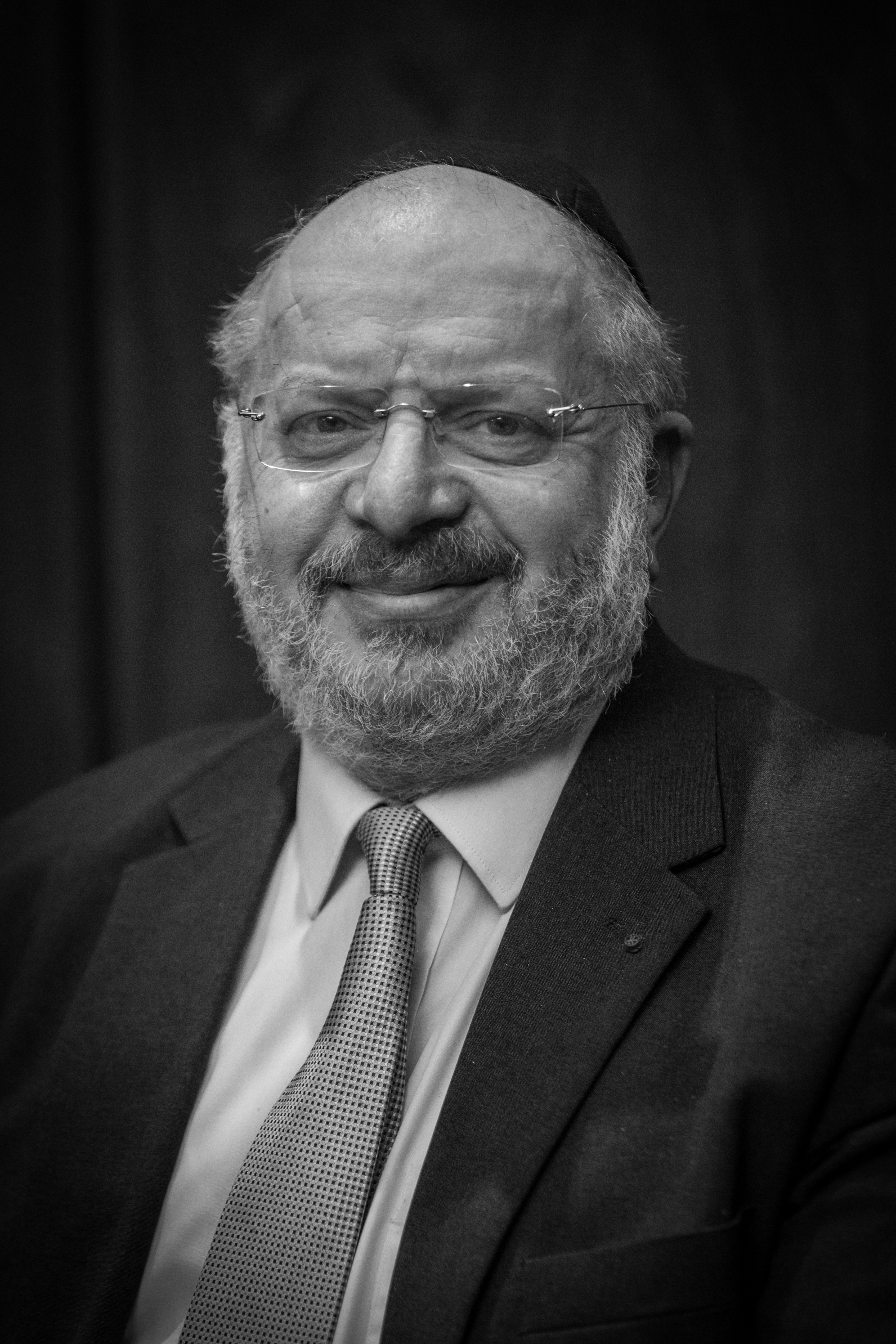
Le grand rabbin René Gutman, 2015
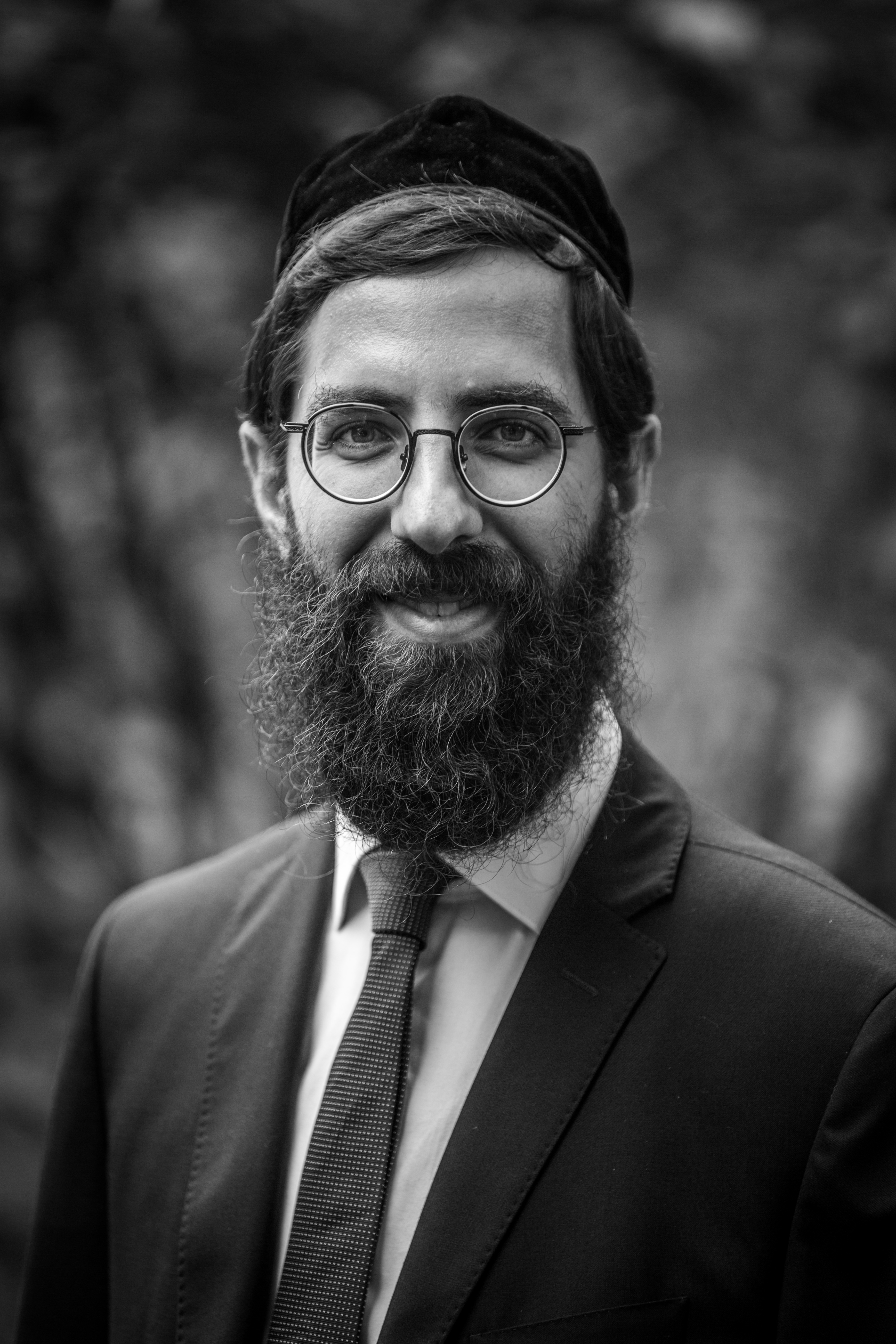
Le grand rabbin Harold Weill, 2017

La communauté israélite de Strasbourg, constituée en association de droit local, compte 2 000 familles. 60 % de ses effectifs sont Ashkénazes, à large majorité alsacienne, 40 % sont Séfarades. René Gutman succède en 1987 à Max Warschawski comme grand rabbin de Strasbourg et du Bas-Rhin. Harold Abraham Weill lui succède en 2017.
La Communauté de Strasbourg comprend aussi des synagogues orthodoxes non-consistoriales.
La synagogue Etz-Haïm, l'ancienne Kageneck, est dirigée par le grand rabbin Samuel Yaffe-Schlessinger et maintenant située rue Turenne. Avant la seconde Guerre mondiale, elle était dirigée par le rabbin Robert Brunschwig, déporté et assassiné à Auschwitz. La synagogue Adath Israël, hassidique, fut dirigée par le grand rabbin Avraham David Horowitz. Le rabbin Roger Winsbacher lui succède. L'actuel rabbin en est Michaël Szmerla, Dayan de la Communauté de Strasbourg.

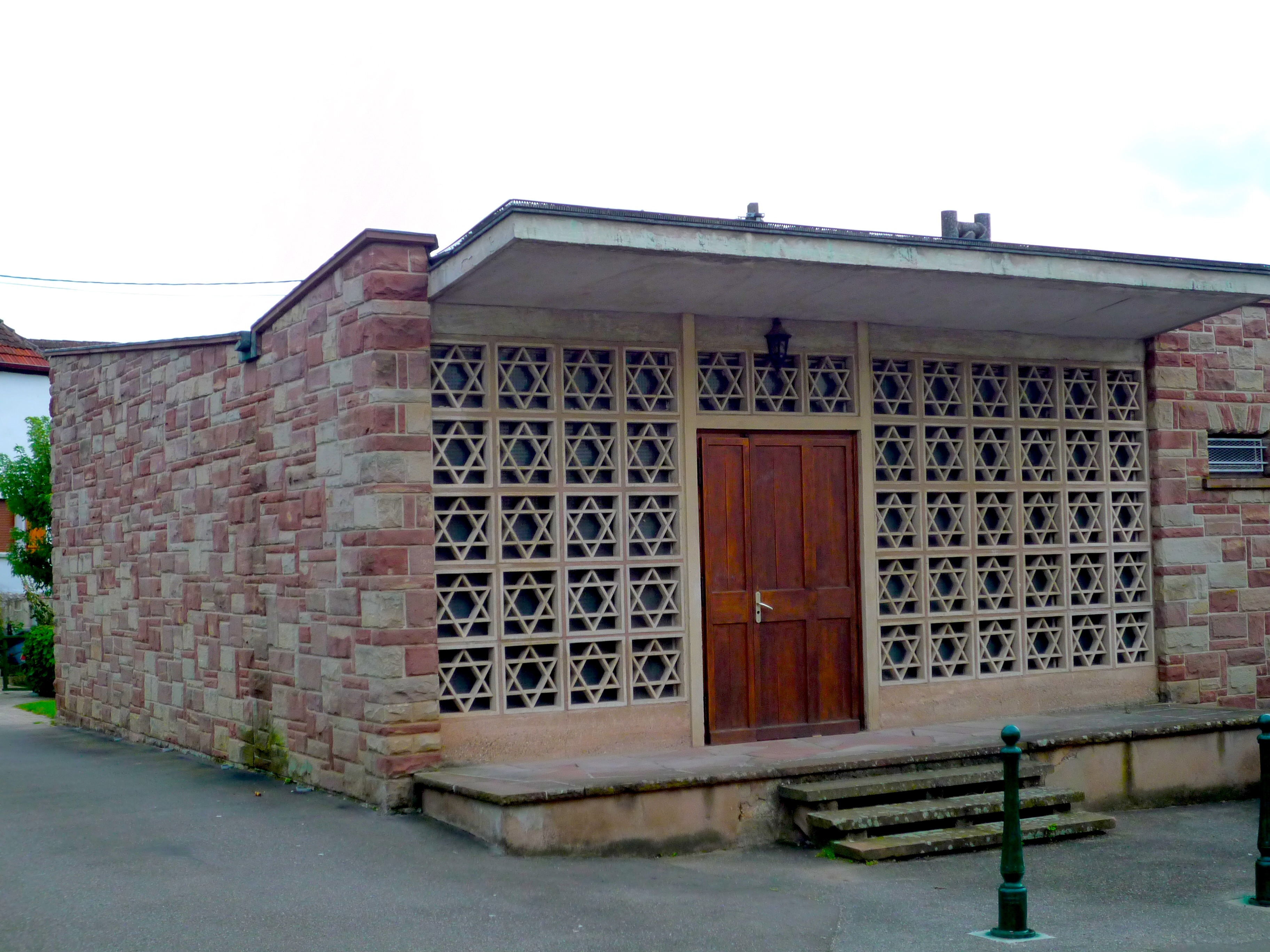
Wasselonne, la synagogue inaugurée en 1960.
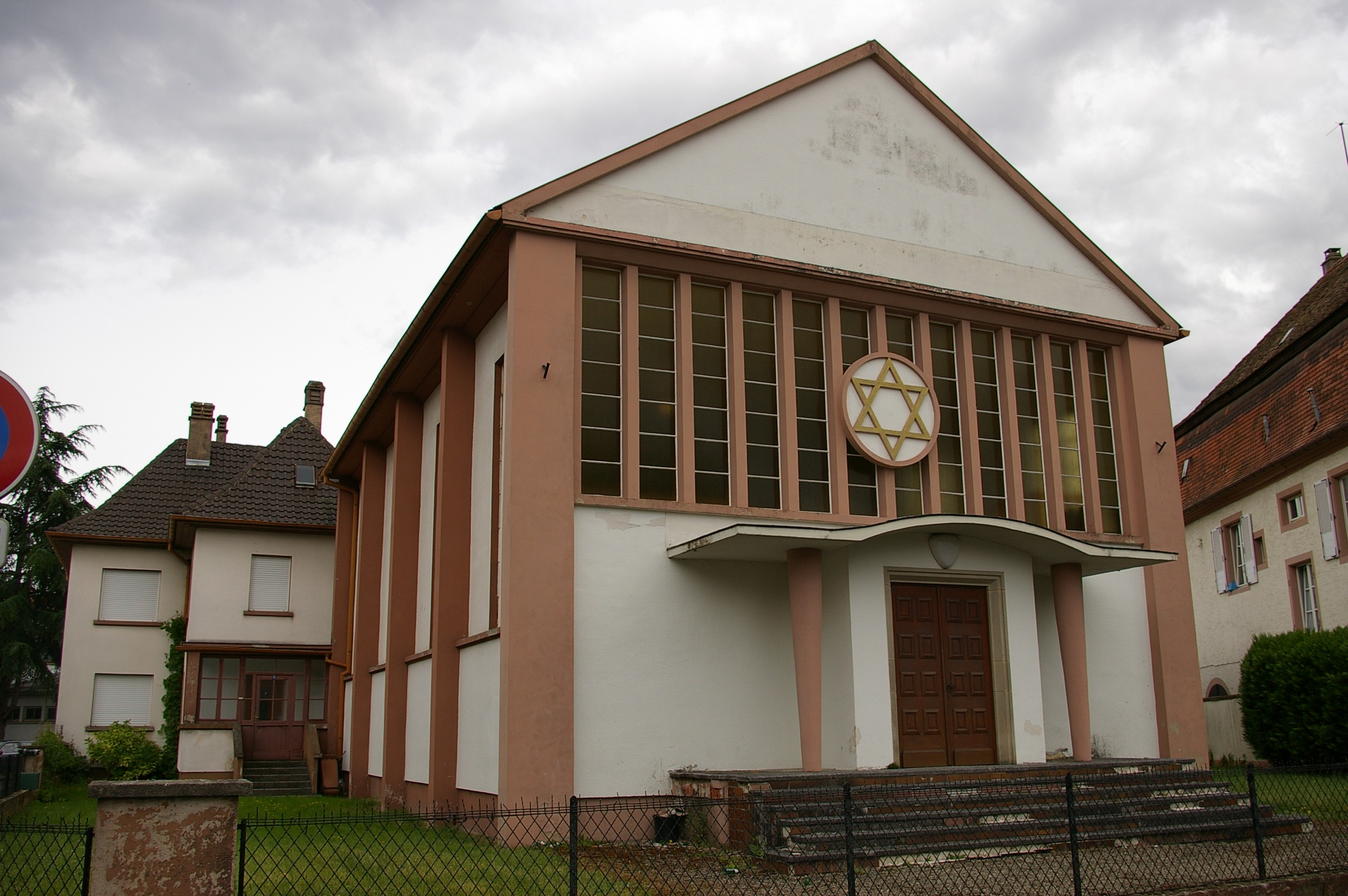
Synagogue de Wissembourg en mai 2007, avant que le bâtiment ne soit transformé pour abriter les archives de la ville.
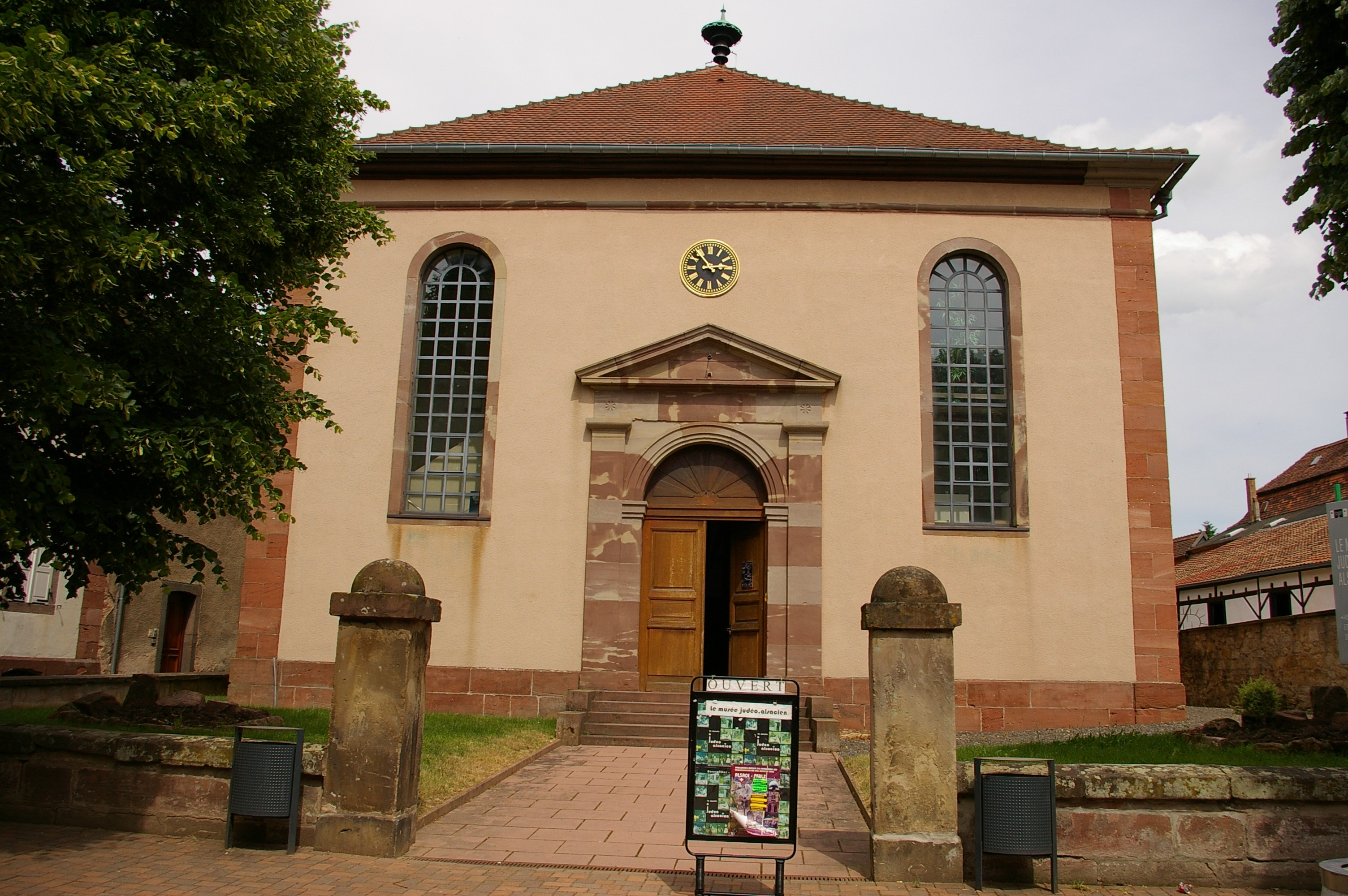
Musée du Judaïsme dans l’ancienne synagogue de Bouxwiller.
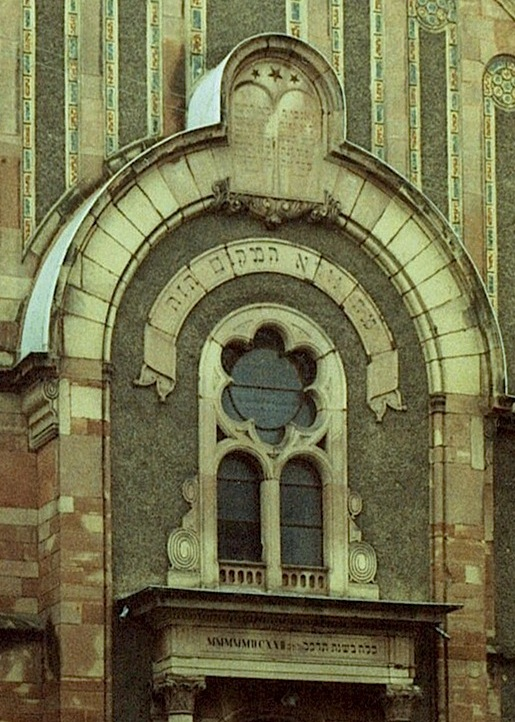
Les inscriptions de la façade de la synagogue de Thann
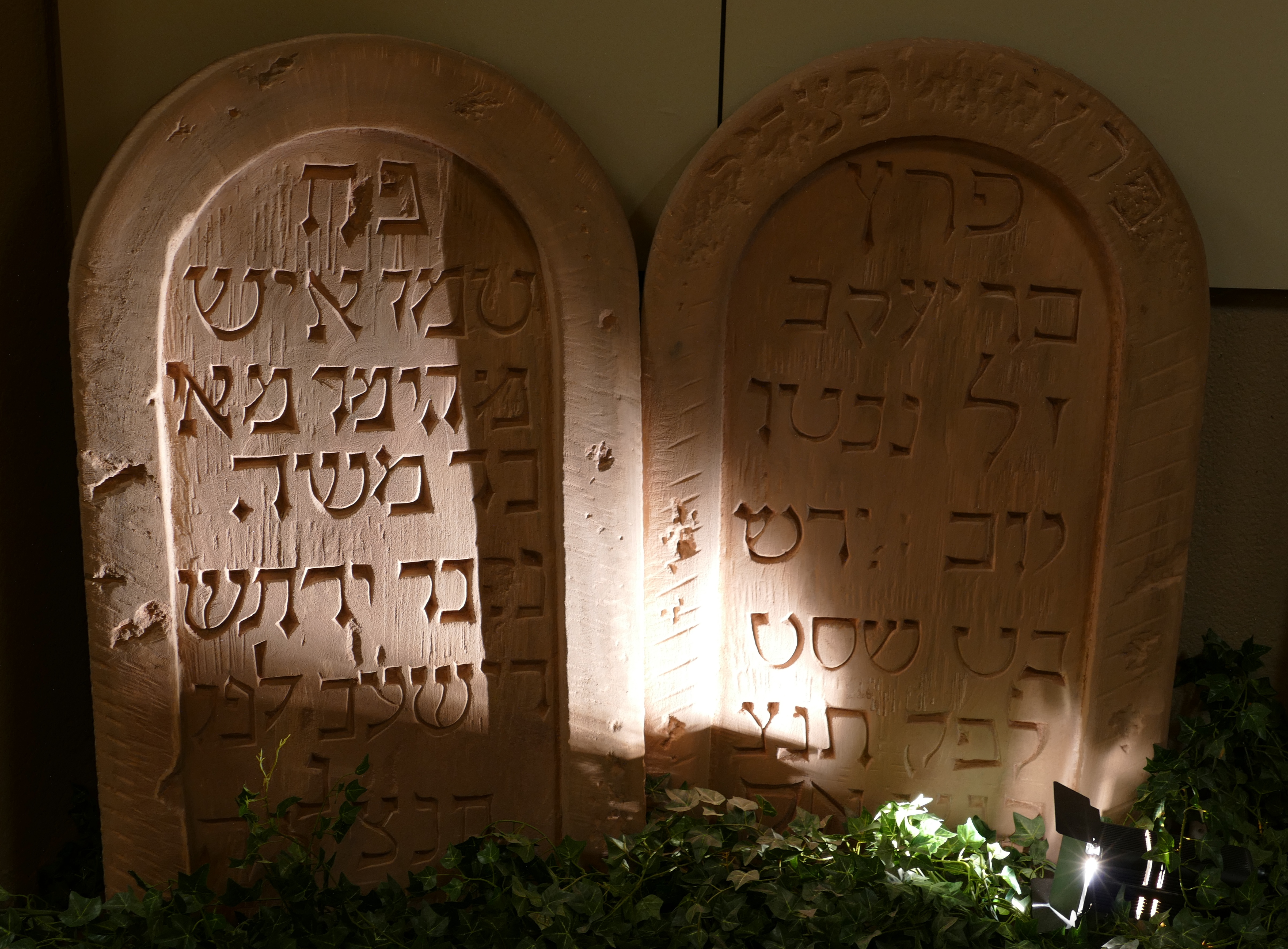
Tombe juive, musée de Bouxwiller, Synagogue (XIXe)

### Antisémitisme

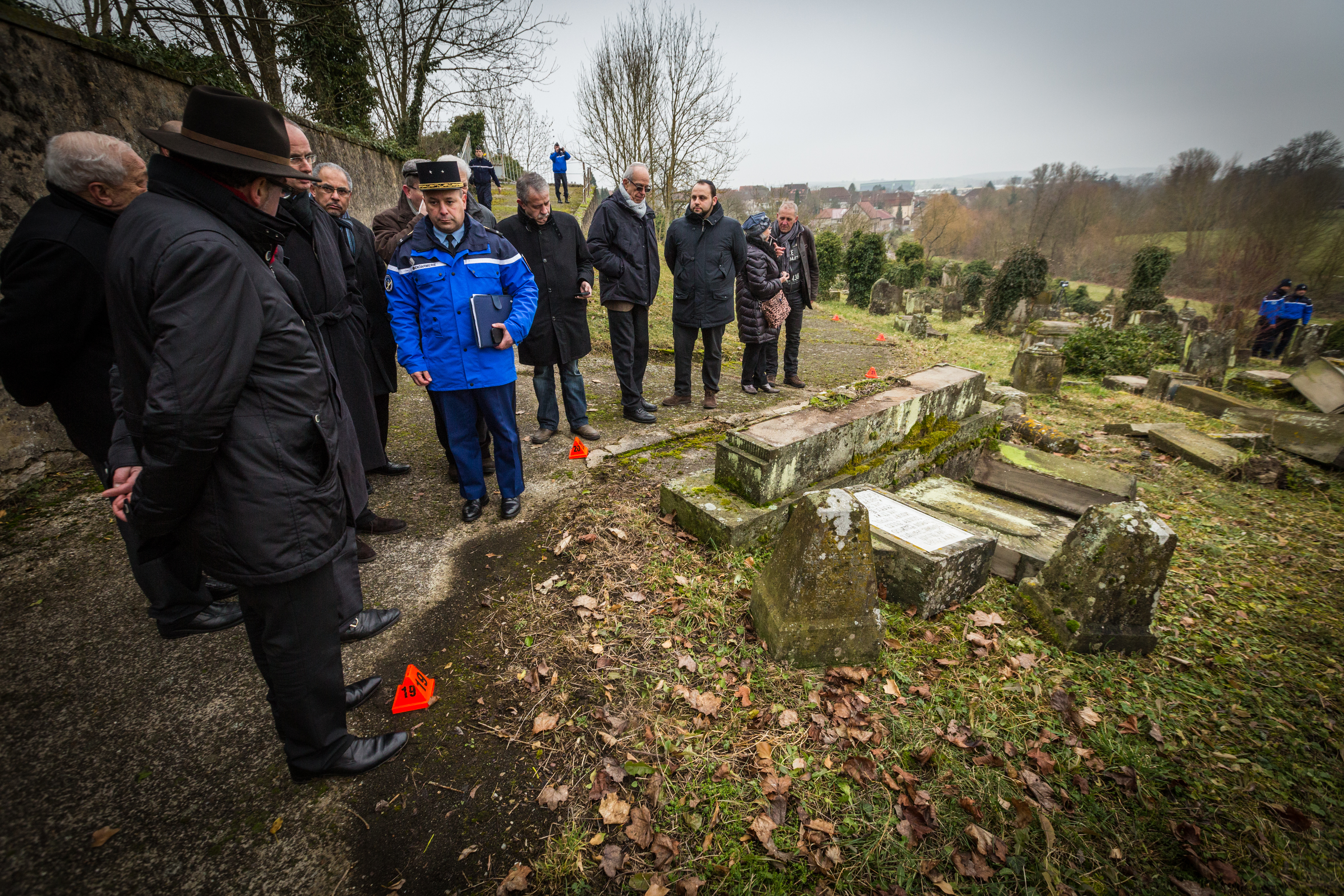
Le mémorial de la Shoah après la profanation du cimetière juif de Sarre-Union en février 2015.

L’Alsace possède un grand nombre de cimetières juifs plus ou moins isolés et peu fréquentés, qui ont été plusieurs fois la cible d'actes d'antisémitisme comme des profanations ou des destructions de tombes : Brumath et Herrlisheim-près-Colmar en 2004, Wolfisheim en 2010, Cronenbourg en 2002 et 2010, Sarre-Union en 2015, Herrlisheim en 2018, Quatzenheim et Westhoffen en 2019. Avec le soutien des conseils départementaux du Bas-Rhin et du Haut-Rhin, les Consistoires israélites du Haut-Rhin et du Bas-Rhin ont mis en place un réseau de veilleurs de mémoire avec le concours des habitants proches des cimetières.
Le 22 mars 2021, le conseil municipal de Strasbourg dont la maire Jeanne Barseghian rejette une résolution en faveur de l’adoption de la définition d’antisémitisme de l’Alliance internationale pour la mémoire de l’Holocauste (IHRA), au contraire de ce qu'avait décidé l'Assemblée nationale, ce que déplore le Grand-rabbin de France Haïm Korsia. Le 26 mars, la Collectivité européenne d'Alsace (c'est-à-dire la fusion des collectivités départementales du Bas-Rhin et du Haut-Rhin) adopte, elle, cette définition de l'antisémitisme.

## Langue
Les Juifs alsaciens ont longtemps parlé le jéddich-daïtch, le judéo-alsacien, mélange de yiddish, d’allemand et de français, « langue de l’entre-soi, de l’intimité, mais aussi langue partagée avec les non-juifs du voisinage ». Cette langue des campagnes alsaciennes est en voie de disparition. Les marchands de bestiaux avaient leur propre dialecte, le Lochen, langue spécialisée d'après les besoins de la profession. Le Français était également répandu dans la communauté, surtout chez les filles des familles pauvres qui allaient travailler comme domestiques pour des familles de l'Ouest de la France.

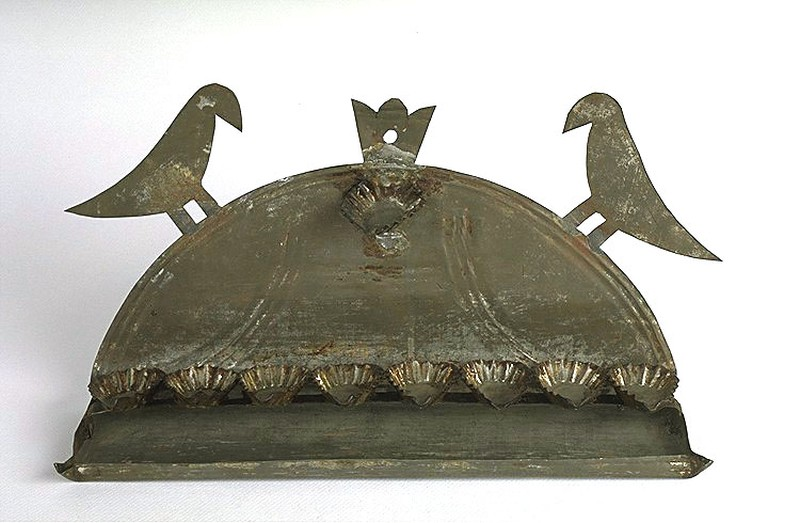
Lampe de Hanoucca d'Alsace-Lorraine, fin du XIXe s.

## Traditions
Comme toutes les communautés juives, les Juifs alsaciens ont des traditions spécifiques, que ce soit sur le plan religieux ou la cuisine qui fédère la famille pendant le chabbat et les fêtes juives. Pour une intéressante présentation de ces traditions, on peut visiter le musée judéo-alsacien de Bouxwiller ou aussi le musée alsacien de Strasbourg.

### Traditions religieuses judéo-alsaciennes
- Synagogues : il reste de nombreuses synagogues dans les villages alsaciens, témoignages du passé du judaïsme rural alsacien. Il n'y a plus de services religieux réguliers dans la plupart d'entre elles. On peut lire quelques articles sur les synagogues alsaciennes dans les catégories Synagogue du Haut-Rhin et Synagogue du Bas-Rhin.
- La Mappah : il s'agit du lange de circoncision, richement peint et brodé, offert à la synagogue pour enrouler un rouleau de la Torah.

Musée alsacien de Strasbourg
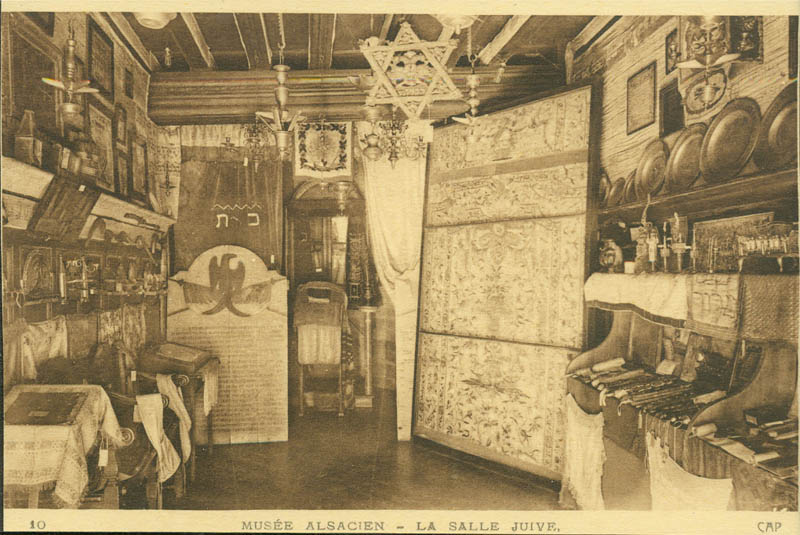
La Salle juive vers 1920-40
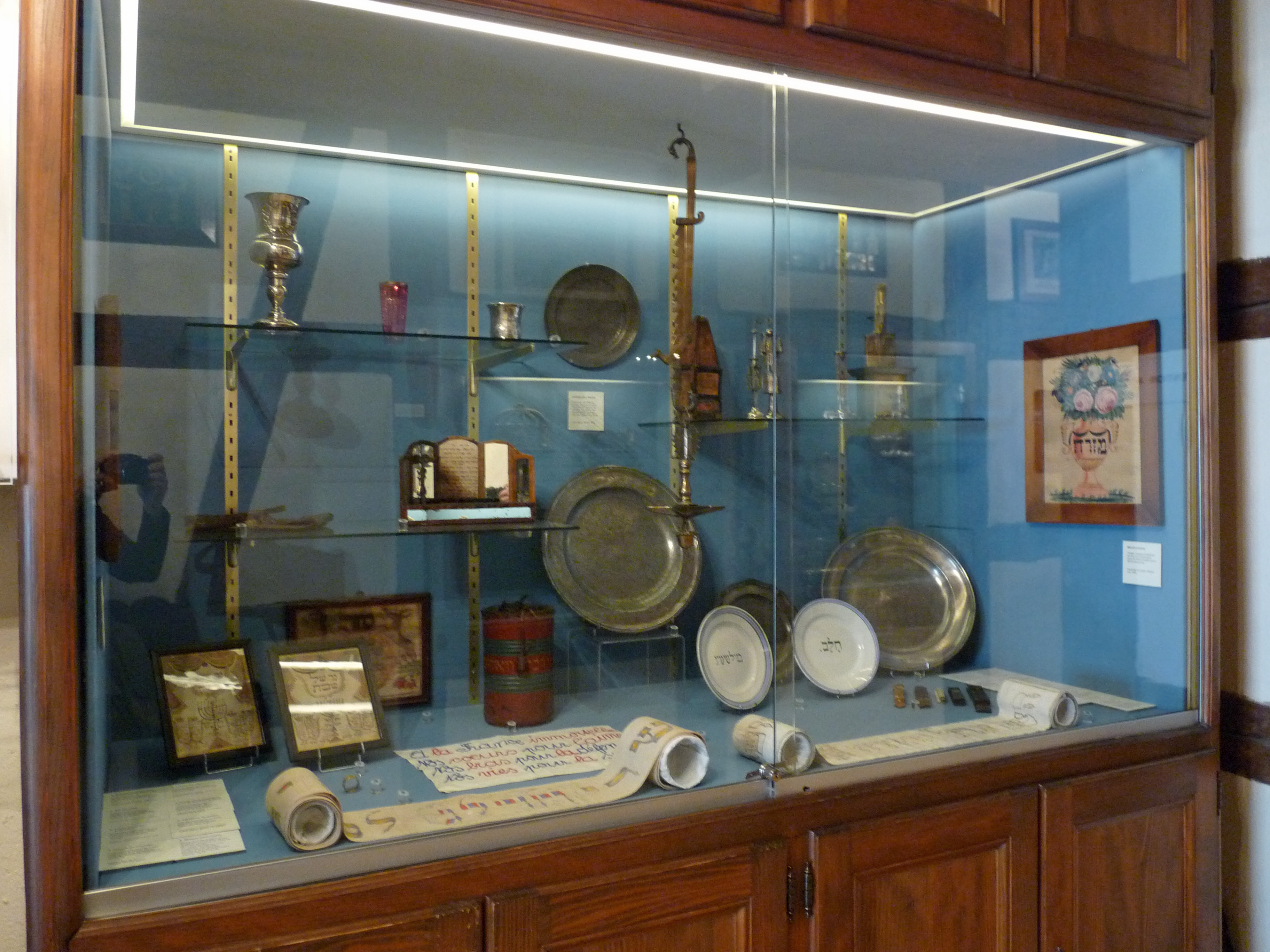
Eléments du culte juif
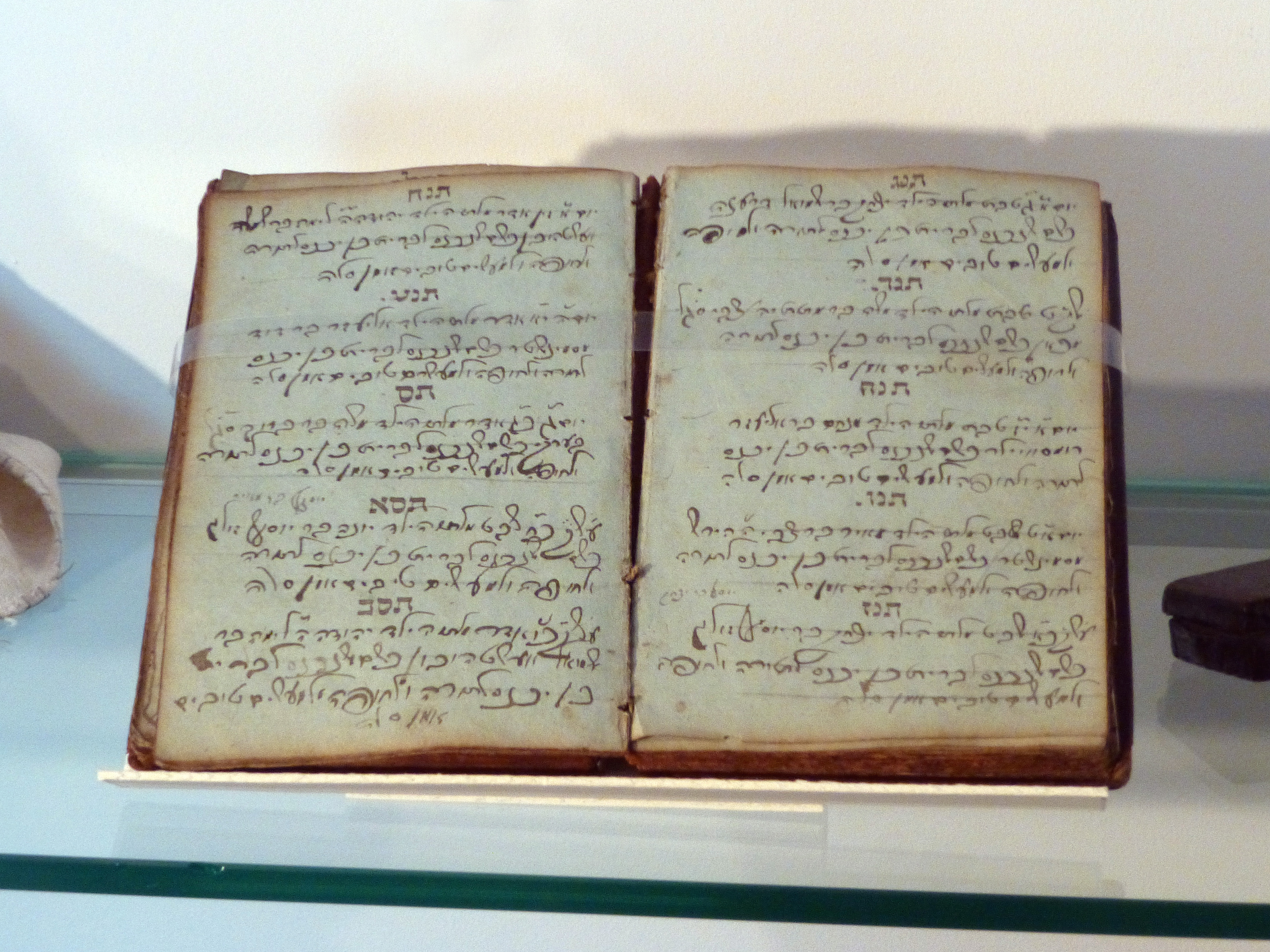
Livre des circoncisions. Le mohel (circonciseur) Nephtalie Heyman, d'Odratzheim, y a noté tous les garçons qu'il a circoncis dans la région entre 1792 et 1829.
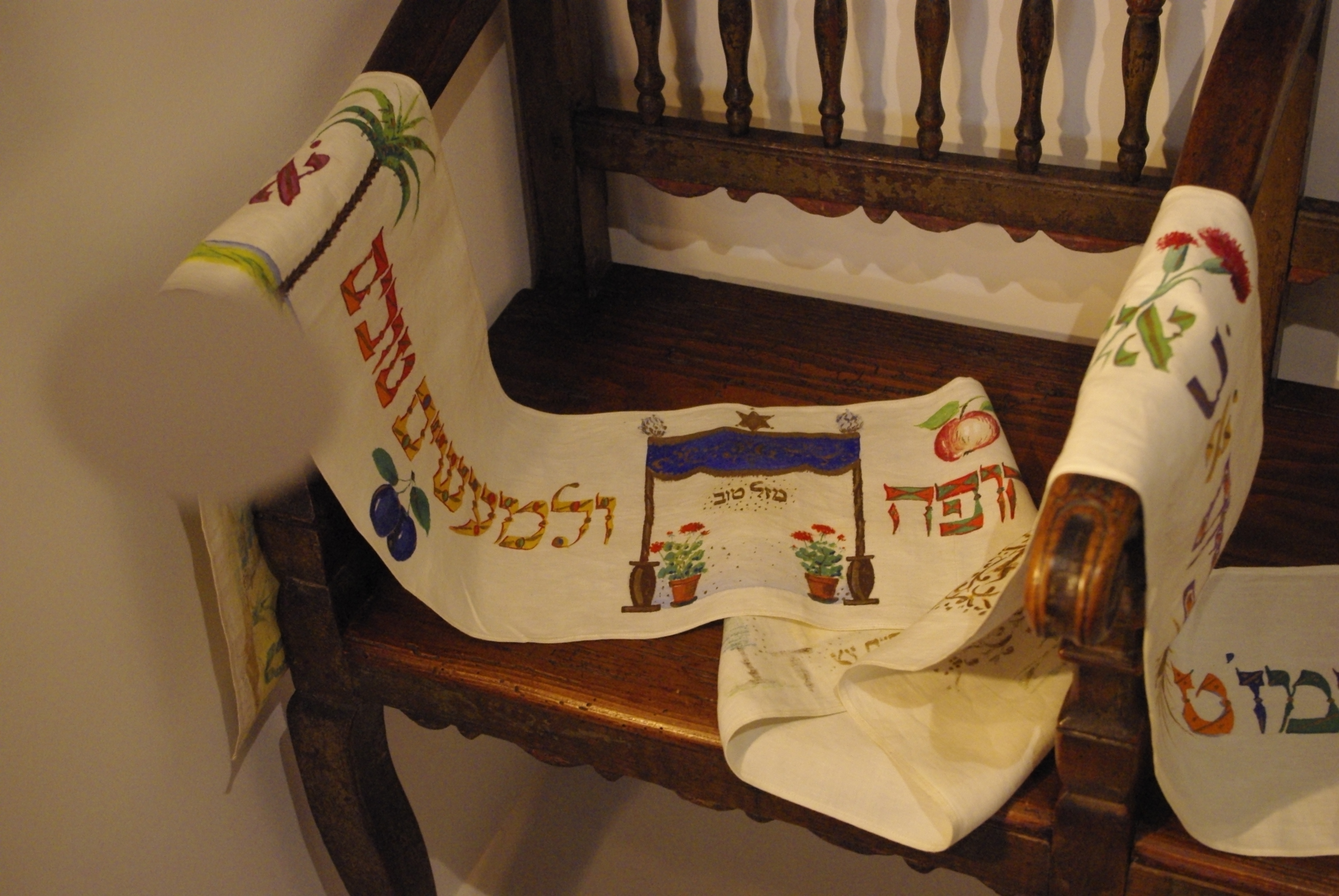
Mappah brodée
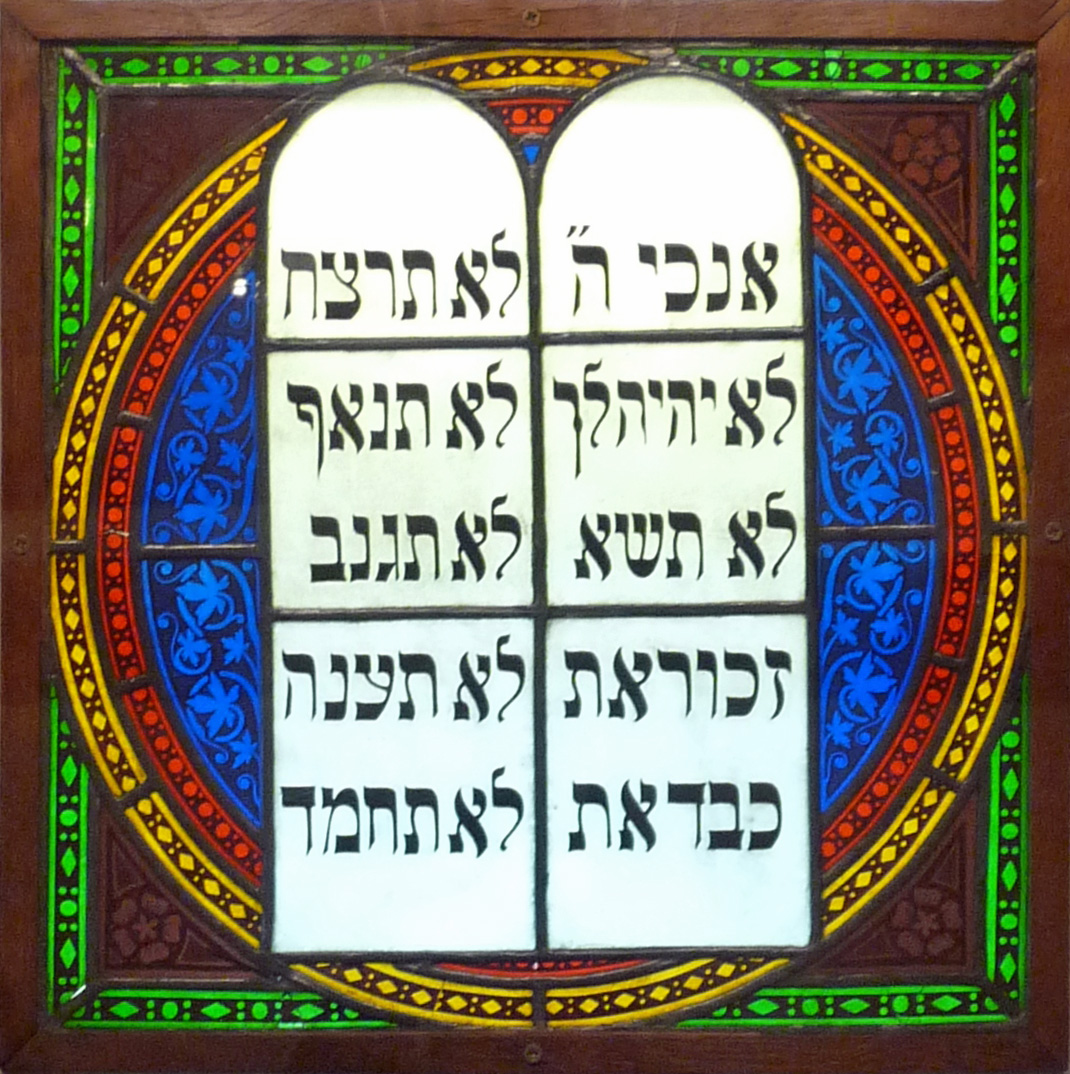
Vitrail de synagogue

### Traditions culinaires judéo-alsaciennes

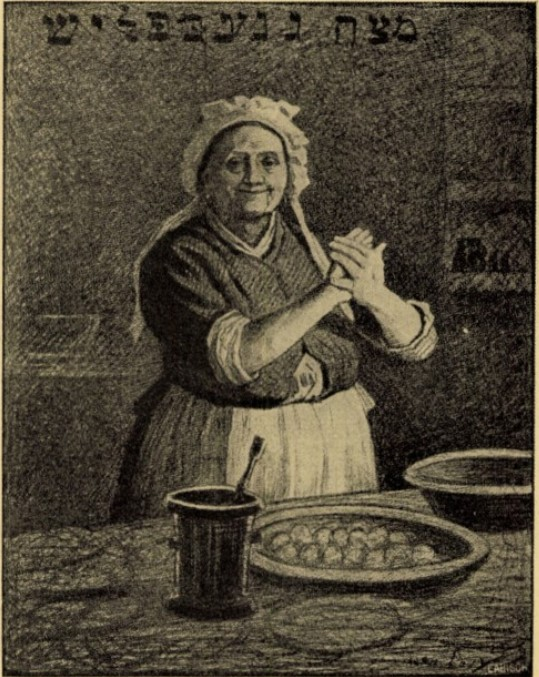
Alphonse Lévy, la préparation de boulettes de Matzot.

Les Juifs alsaciens ont largement participé au développement de la production de foie gras.

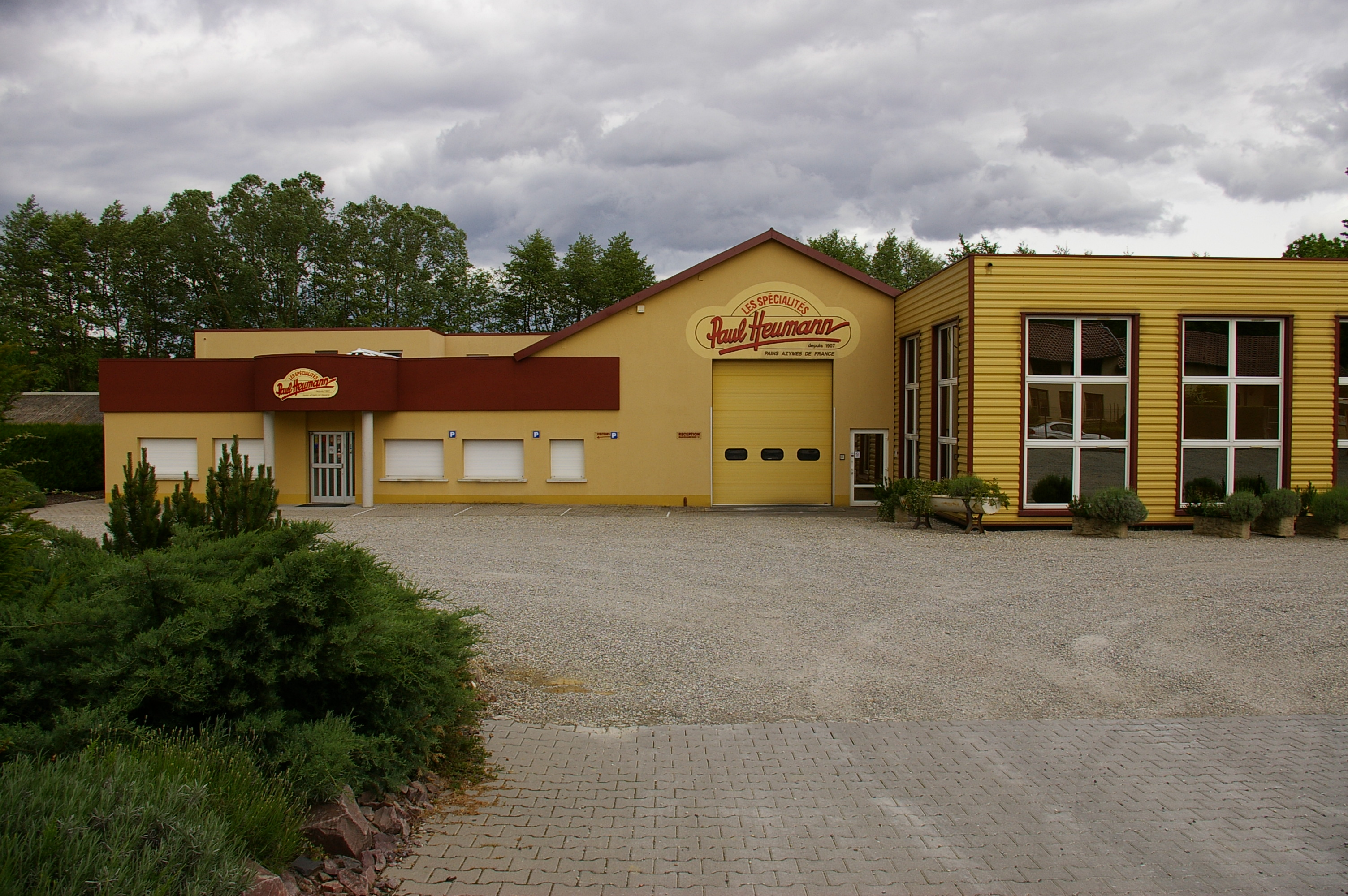
L’usine Paul Heumann à Soultz-sous-Forêts.

Pour les recettes juives traditionnelles on peut se rapporter au site du judaïsme d'Alsace et de Lorraine. On peut citer les matzeknäpfle (boulettes de farine de matza), le kugel ou le chaleth aux pommes. La cuisine juive alsacienne traditionnelle associe souvent le pain azyme dans ses recettes, dont notamment les beignets de Pâques, typiquement alsaciens. En effet, pour les fêtes, la cuisine judéo-alsacienne est marquée par une abondance omniprésente de mets, et la viande traditionnelle du shabat est le pot-au-feu
C’est en Alsace que se situent deux des trois producteurs industriels français de pain azyme, les établissements René Neymann de Wasselonne, plus ancienne fabrique en France, fermée en 2017 et les établissements Paul Heumann de Soultz-sous-Forêts.

## Personnalités juives alsaciennes
Du judaïsme alsacien sont issus le penseur André Néher et les philosophes Benjamin Gross et Pierre-Maxime Schuhl, le poète Claude Vigée, le résistant Georges Loinger, l’historien Jules Isaac, auteur de la série de manuels scolaires « Malet et Isaac » ainsi que de L'Enseignement du mépris, Auguste Salzmann, premier photographe-archéologue de Jérusalem, l'humoriste Pierre Dac, le cinéaste Jean-Pierre Melville, le banquier philanthrope Albert Kahn, et de nombreux rabbins dont David Sintzheim, premier grand rabbin du Consistoire central, Zadoc Kahn, grand rabbin de France, traducteur de la Bible du rabbinat en français, René Hirschler, grand-rabbin de Strasbourg, mort en déportation…